# Marabu african
Marabuul african (Leptoptilos crumenifer), numit și marabutul african, barza marabu africană, este o pasăre africană sedentară, asemănătoare cu barza, din familia ciconiidelor (Ciconiidae). Se întâlnește în Africa tropicală. Are o talie mare, mai mare decât barza. Un mascul al marabuului african poate avea o înălțime de 152 cm și o greutate de până la 8,9 kg. Ciocul este uriaș, crește continuu și poate atinge o lungime de 34,6 cm. Coloritul spatelui, aripilor și cozii este negricios, cenușiu-închis, cu dungi albe pe aripi. Penajul pieptului și abdomenul sunt albe. La gât are un sac aerian de piele (sacul gular), care este în legătură cu nările. Cuibărește în colonii, instalându-și cuiburile în arbori. Mănâncă tot ce se poate mânca: hoituri, resturi de mâncare aruncate de oameni, resturi rămase de la animalele sfâșiate de răpitoare, pești, șopârle, șerpi, broaște, șobolani, șoareci, termite, lăcuste și păsări, inclusiv flamingi. În trecut a fost mult vânat pentru renumitele sale pene „marabu”, căutate în industria îmbrăcămintei. În prezent formează exponate apreciate ale grădinilor zoologice.

## Denumirea
Denumirea latină Leptoptilos a genului, provine din cuvintele grecești leptos (λεπτος) = delicat, grațios + ptilon (πτιλον) = pană, adică o pasăre „cu pene grațioase”, datorită renumitelor sale pene „marabu” de sub coadă, delicate și frumoase, de culoare albă, căutate mult în comerțul ca articole de modă de odinioară. Denumirea latină crumeniferus a speciei,  provine din cuvintele latine crumena = pungă de bani făcută din piele și purtată în jurul gâtului + -fera = purtat (ferre = a purta), deoarece are un sac subcutanat (sacul gular) care atârnă de gât în jos.
Denumirea română de „marabu” sau „marabut” a acestei păsări este împrumutată din cuvântul arab murabit (murābiṭ) = pustnic musulman venerat ca sfânt, deoarece se credea că este o pasăre sfântă.

## Taxonomia
Marabuul african a fost descris sub denumirea științifică Ciconia crumenifera de ornitologul francez René Lesson în 1831 în Senegal.
Marabuul african este înrudit îndeaproape cu marabuul asiatic (Leptoptilos dubius). Relațiile dintre marabuul african și marabuul asiatic au fost un subiect discutabil, datorită asemănării lor și ambele specii în trecut erau considerate conspecifice (din aceeași specie). Cu toate acestea, diferențele semnificative în comportamentul lor sunt suficiente pentru a le considera ca specii separate.
Anterior a fost folosită denumirea științifică Leptoptilos crumeniferus, dar, deoarece Leptoptilos este un substantiv masculin, denumirea corectă a speciei este Leptoptilos crumenifer.
Este o specie monotipică (nedivizată în subspecii).

## Arealul
Marabuul african cuibărește în Africa tropicală din Senegal spre est până în Eritreea, Etiopia și vestul Somaliei și spre sud până în Namibia și nordul și estul Africii de Sud (provinciile Northern Cape, Free State, KwaZulu-Natal).
Cuibărește și iernează în următoarele țări: Africa de Sud, Angola, Benin, Botswana, Burkina Faso, Burundi, Camerun, Republica Centrafricană, Ciad, Congo, Republica Democrată Congo, Côte d'Ivoire (Coasta de Fildeș), Djibouti, Eritreea, Eswatini (Swaziland), Etiopia, Gabon, Gambia, Ghana, Guineea, Guineea-Bissau, Kenya, Malawi, Mali, Mauritania, Mozambic, Namibia, Niger, Nigeria, Rwanda, Senegal, Sierra Leone, Somalia, Sudanul de Sud, Sudan, Tanzania, Togo, Uganda, Zambia, Zimbabwe.
Apariții accidentale au fost înregistrate în: Israel, Liberia, Spania. Pe  21 iulie 2017, marabuul african a fost fotografiat la Hurghada, aceasta fiind prima înregistrare a acestei păsări în Egipt.

## Descrierea

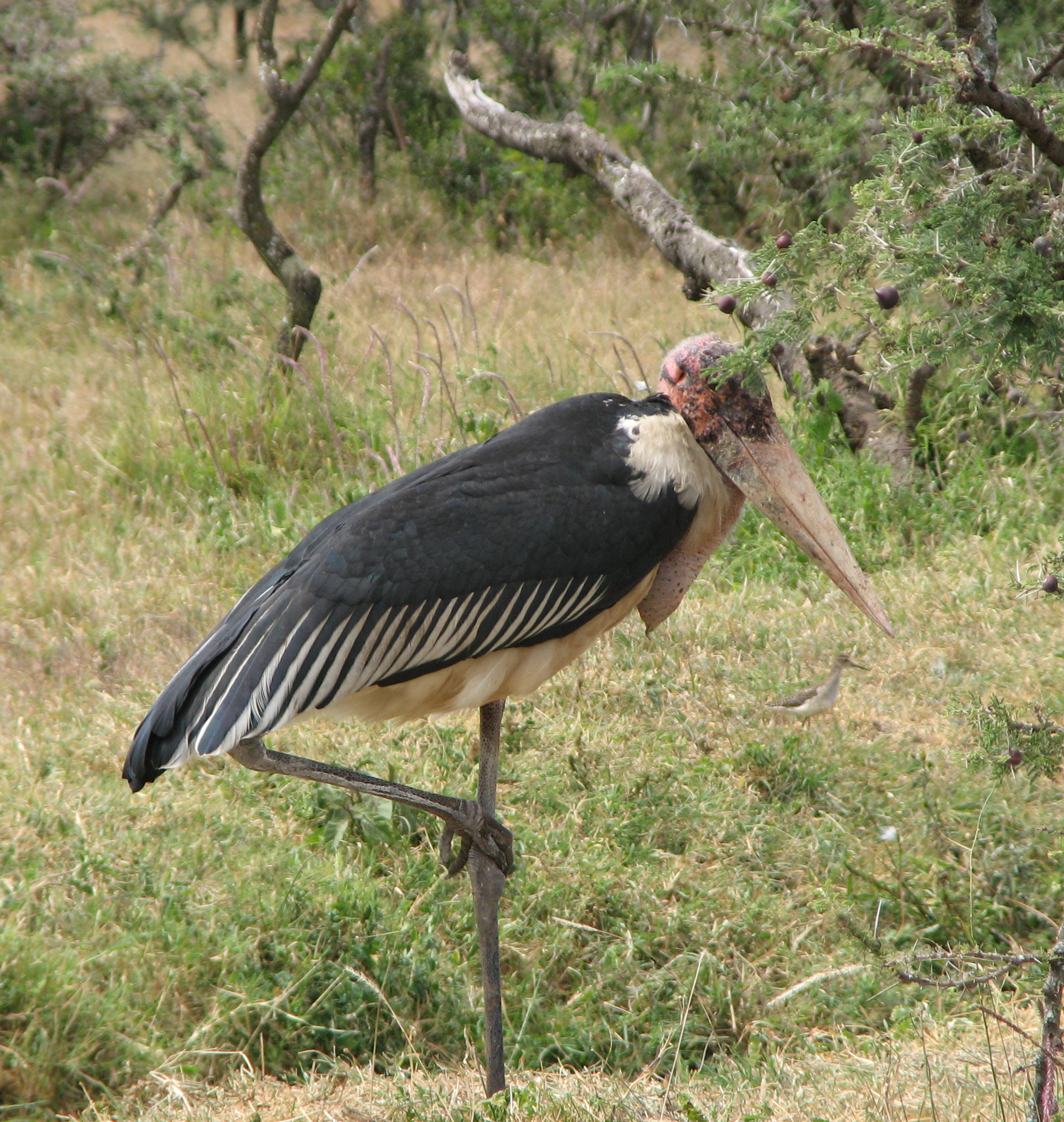
Marabuul african stând într-un picior

Marabuul african este o barză masivă, cu o înălțime de aproximativ 120 cm atunci când stă cu corpul ridicat, dar mai mică în poziția obișnuită încovoiată, anvergura aripii este de până la 2,9 m. Are o lungime de 115–152 cm și o greutate de 4–8,9 kg; anvergura aripilor 225–287 cm. Un mascul al marabuului african poate avea o înălțime de 152 cm și o greutate de până la 8,9 kg. Coloritul este în general negru-ardeziu, cenușiu și alb, capul și gâtul aproape fără pene și ciocul masiv cuneiform (în formă de pană). Pe gât are 2 saci subcutanați aerieni, unul mai mare atârnă de gâtlej în jos (sacul gular), altul mai mic pe spate, la baza gâtului.
Ciocul la marabuul african este uriaș; la această specie, el crește continuu și poate atinge o lungime de 34,6 cm. Acest cioc enorm se numără printre cele mai formidabile arme din lumea animală, deși se pare că nu este destul de eficient pentru secționarea hoiturilor, care reprezintă o parte importantă a hranei marabuului african. Oricum ar sta lucrurile, acest cioc este destul de îngrozitor pentru a face ca pasărea să fie respectată de celelalte păsări și mamifere necrofage.

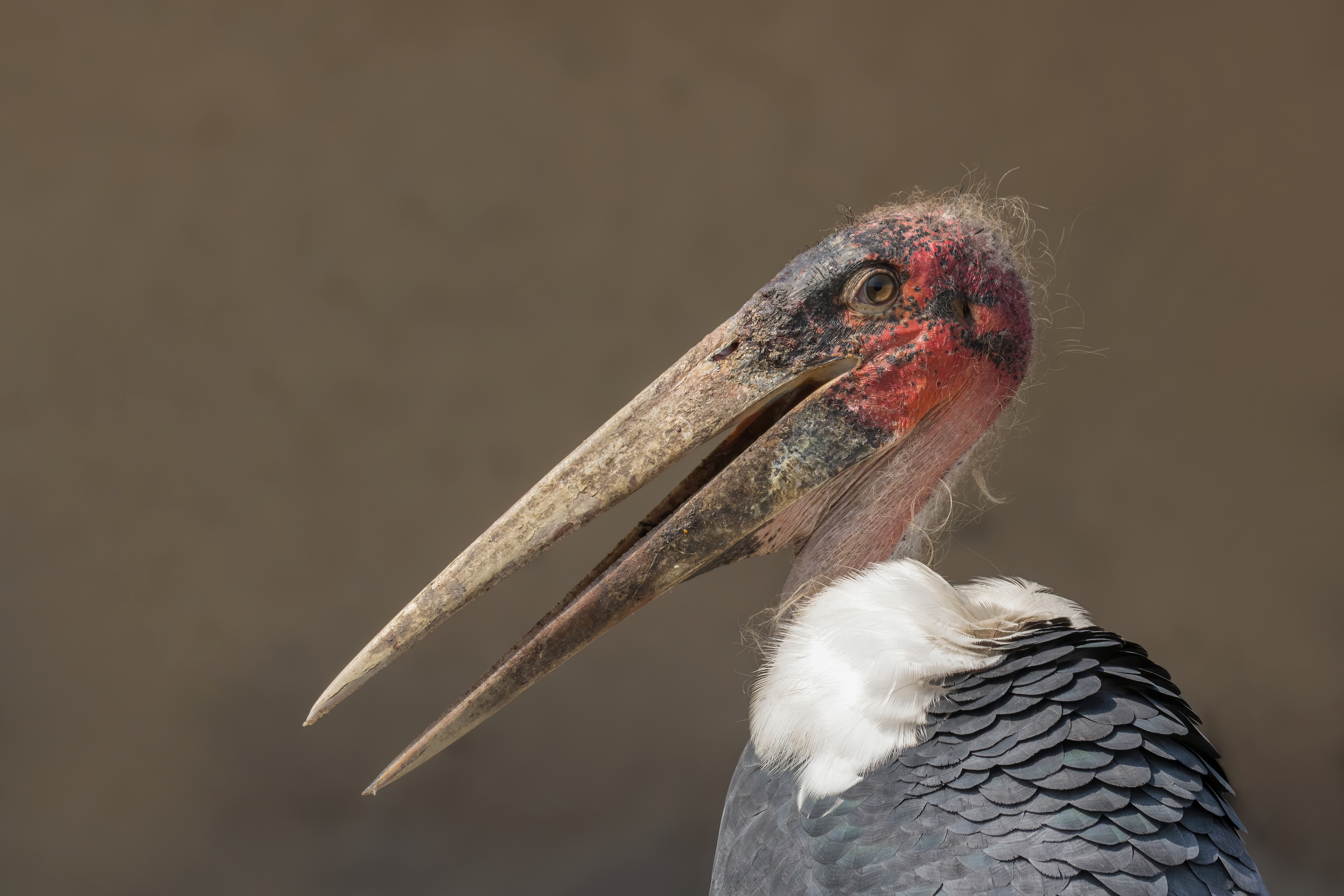
Capul marabuului african cu ciocul uriaș.

Unii consideră că marabuul este una dintre cele mai urâte păsări din lume. El a fost menționat  ca „un lucru respingător chiar și în cele mai bune momente”, „cea mai urâtă pasăre din lume”, „complet lipsit de orice farmec”, sau „un om bătrân murdar cu o boală de piele a capului”. Cu toate acestea, biologii care cunosc marabuul gândesc altfel și rareori vorbesc despre el în astfel de termeni peiorativi; această pasăre are calități mai plăcute decât se crede, mai ales renumitele sale pene „marabu” (penele subcodale albe), căutate odinioară în industria îmbrăcămintei. Referindu-se la frumoasele tectrice subcodale albe, care cresc în sezonul de reproducere și folosite în trecut în croitoria de lux (haute couture), F.J. Jackson (1938) menționa: „Este aproape de neconceput că astfel de pene delicate și frumoase, care împodobesc un fan al modei sau unele haine luxoase ale unei femei, sunt produsul acestei păsări necrofage uriașe, cu o înfățișare îngrozitoare și respingătoare, cu capul pleșuv și scârbos și cu corpul plin de paraziți”.
O caracteristică distinctivă este sacul gular subcutanat (punga gulară) atârnat de gâtlej care este acoperit de piele aproape goală de culoare roșiatic–trandafirie până la magenta (roșu–purpurie) deschisă. Când este umflat, sacul de aer gular atârnă în jos la 25–35 cm de la partea din față a gâtlejului.

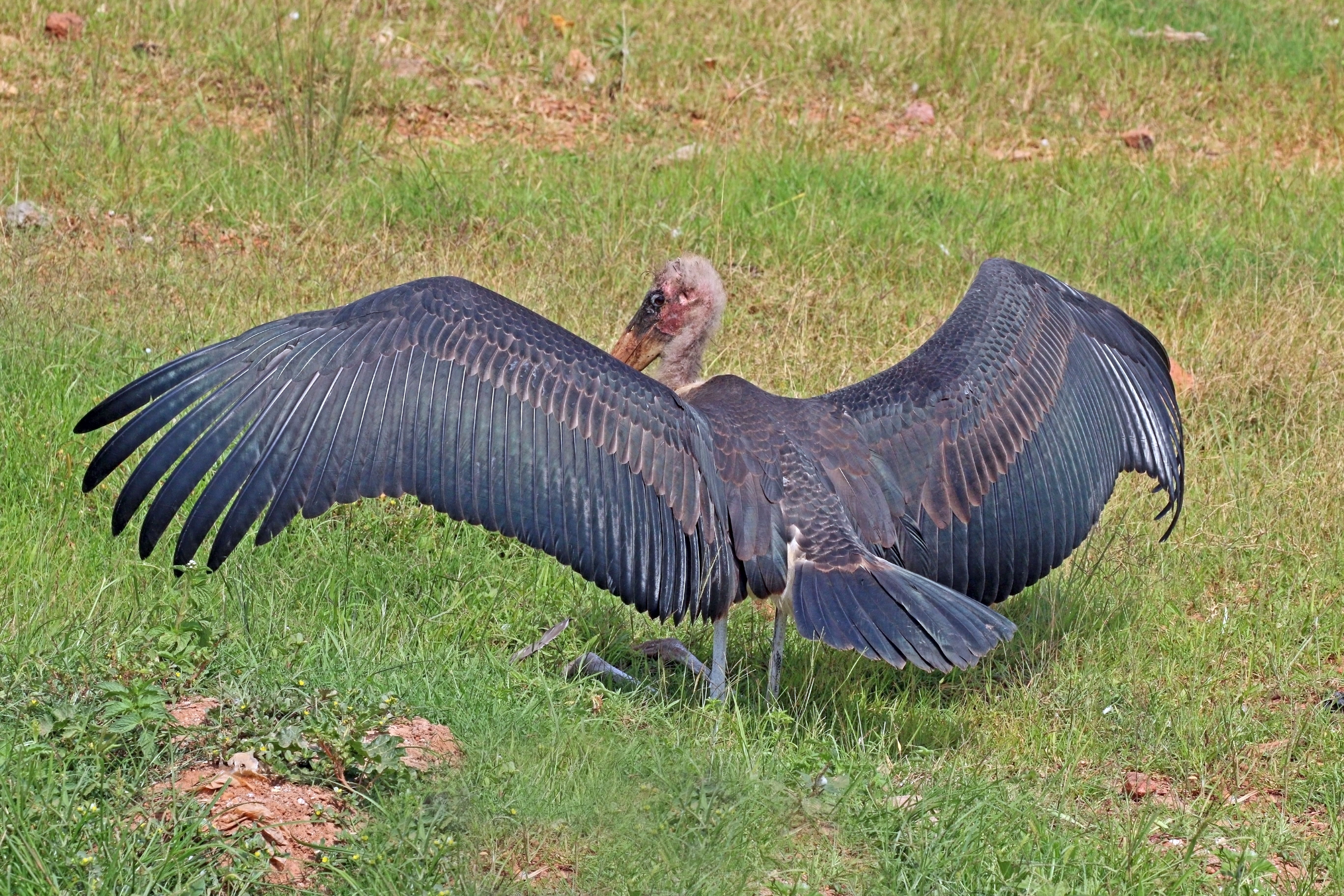
Marabuul african cu aripile desfăcute

Părțile superioare au o culoare întunecată, cenușiu–ardezie, părțile inferioare sunt albe. Remigele aripilor au un luciu verzui, în timp ce spatele și mantaua au un luciu albastru. Capul, gâtul și sacul gular sunt aproape goale, cu câteva pene răzlețe, asemănătoare cu părul, de culoare întunecată brun–roșcată, pe ceafă, gât și pe laturile capului. Pe spate, la baza gâtului, are un guler de pene albe, care înconjoară un sac aerian roșu–carmin închis sau roșu–portocaliu de 10–15 cm în diametru și 5–7,5 cm înălțime; acest sac variază foarte mult de la un individ la altul și este vizibil numai atunci când este umflat și expus prin desfacerea penelor. Irisul este brun–roșcat până la brun–cenușiu. Ciocul are o culoare cornie sau galben–verzuie, pătat cu negru, în special lângă bază. Fruntea, lorul (lorum) și pielea golașă a capului sunt în cea mai mare parte roșu–portocalii cu numeroase pete mici negre, acestea crescând cu vârsta, cele mai multe se află în jurul deschiderii urechii și la baza ciocului. Sacul gular și gâtul sunt rozacee sau roșu–purpurii, pătate cu negru în special pe sac. Picioarele și labele sunt aproape negre, dar de obicei acoperite abundent cu excremente albe. Are o bandă îngustă de piele netedă roșiatică la capătul superior al tibiei goale, chiar sub marginea inferioară a penajului, vizibilă numai atunci când pasărea se îndoaie sau își ridică aripa.

### Vârsta și sexele

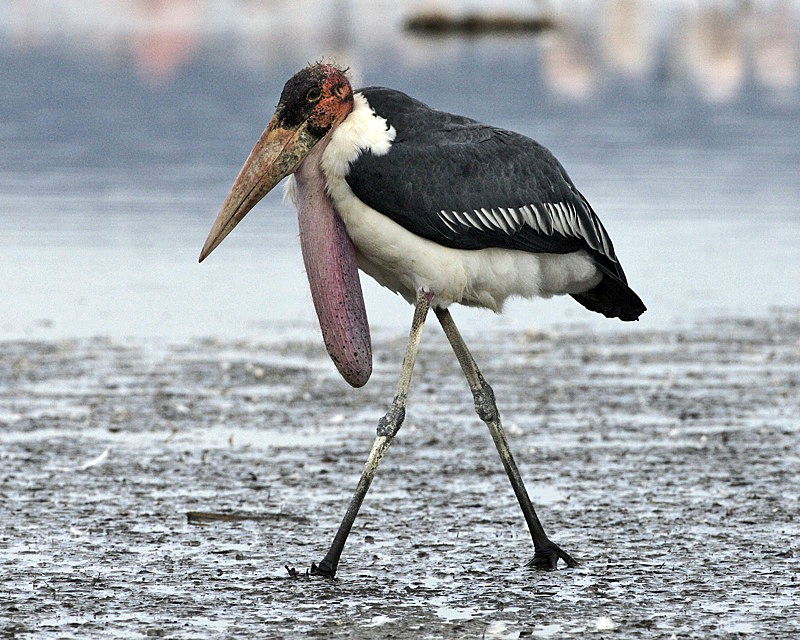
Marabuul african cu un sac subcutanat uriaș (sacul gular) care atârnă în jos de gât

Sexele sunt asemănătoare și nu se pot diferenția după penaj. Atunci când păsările stau împreună, sexele se pot distinge de obicei după mărime. Masculii sunt mai mari decât femelele și au ciocul mai lung și mai mare. La peste 50 de adulți măsurați în Uganda, s-a constatat că dacă suma lungimii aripii și lungimii cozii depășite 100 cm, pasărea este de sex masculin.

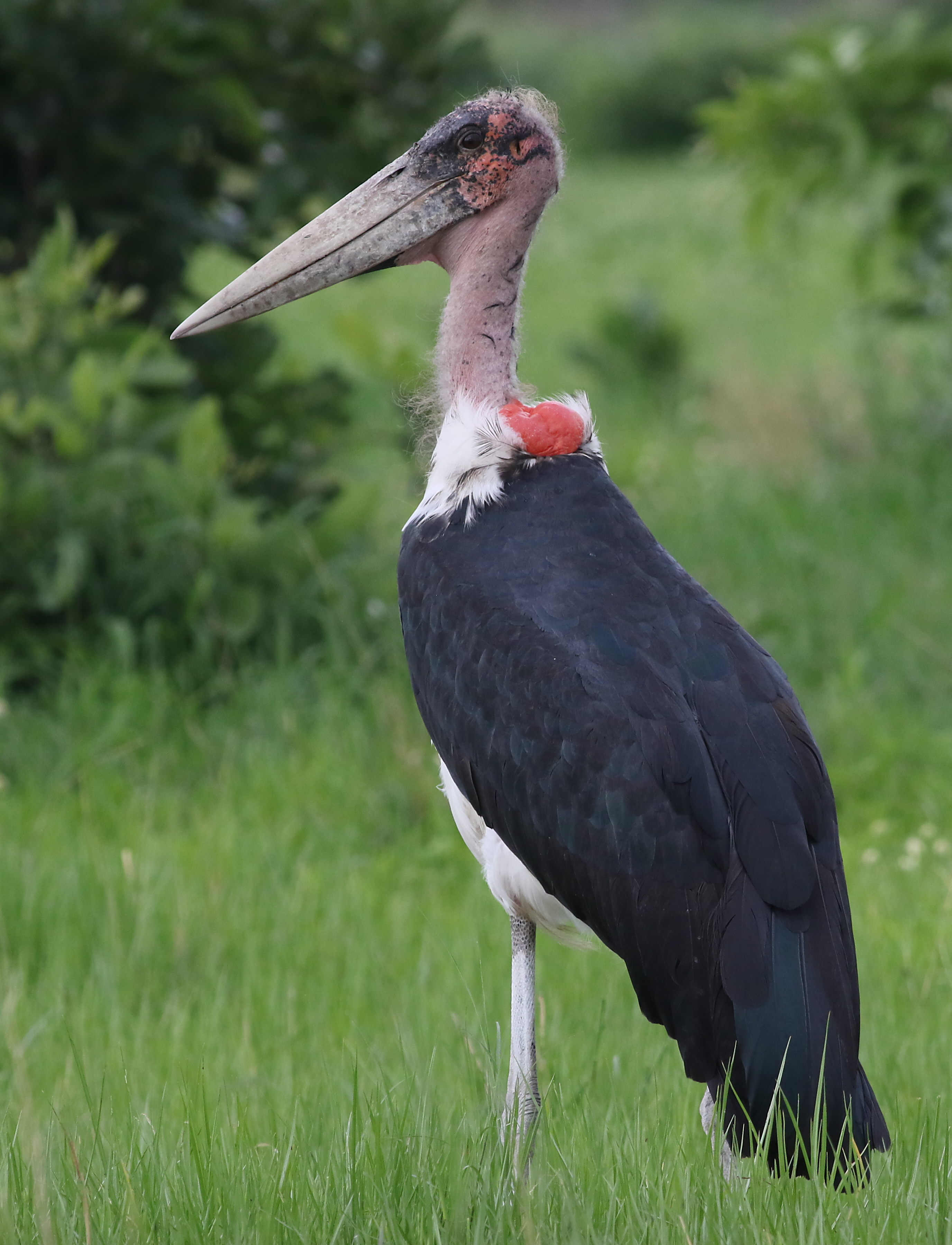
Marabuul african în Botswana. Se vede clar sacul subcutanat aerian roșu pe spate, la baza gâtului, înconjurat de un guler de pene albe.

La începutul sezonului de reproducere părțile superioare devin mai deschise, cenușiu–albăstrui, cu o bandă de dungi albe, asemănătoare unei scări, pe fața superioară a aripii, formată de marginile albe ale tectricelor supraalare mari. Tectricele subcodale luxuriante, alungite și pufoase („puful marabu” din comerțul cu articole de modă de odinioară) sunt de culoare albă pură. Fața și fruntea devin roșu–negricioase, încrustate cu sânge uscat. Culorile pielii goale de pe cap, gât și sacul gular se intensifică, iar partea dorsală a gâtului devine albastru–deschis strălucitoare. Culoarea irisului, mai ales la unele femele, devine mai deschisă, cenușiu–brunie, pentru câteva zile, chiar înainte de depunerea ouălor. Culoarea deschisă cenușiu–albăstruie a spatelui se datorează unei „colorații ceroase” a cheratinei de pe suprafața penelor; aceasta se roade treptat, iar adulții revin la culoarea spatelui mai întunecată, cenușiu–ardezie, de obicei cu mult înainte ca puii să poată zbura.
Puii eclozați au pielea zbârcită, de culoare rozacee și sunt acoperiți cu pene răzlețe și puf cenușiu–deschis; puii eclozați recent au o greutate de aproximativ 70 g. Puii din cuib mai mari, de 8–35 de zile, sunt acoperiți cu un puf alb mai des, cu excepția pielii golașe de pe cap, partea anterioară a gâtului și față; ei se aseamănă cu puii marabuului asiatic (Leptoptilos dubius) și marabuului javanez (Leptoptilos javanicus). Penele de contur negricioase apar pe spate și pe aripi la 35–50 de zile. La 51–65 de zile, puii devin predominant negri pe partea dorsală și după 66 de zile au penajul complet dezvoltat  și se schimbă puțin în aspect după aceea.
Juvenilii sunt asemănători cu adulții. Însă ei au părțile superioare întunecate, negru–ardezii, cu un luciu moderat albăstriu amestecat cu bruniu; marginile tectricelor supraalare mari sunt brune și nu albe. Pe cap și gât au pene filamentoase mai dese brun–deschise sau negre, amestecate cu pene lânoase cenușiu–deschise. Părțile golașe moi sunt mai puțin viu colorate, iar sacul gular este mai puțin dezvoltat (sau mai rar umflat complet). Lungimea ciocului se mărește încet cu vârsta, și necesită 1–2 ani pentru a ajunge la lungime obișnuită.

## Specii asemănătoare

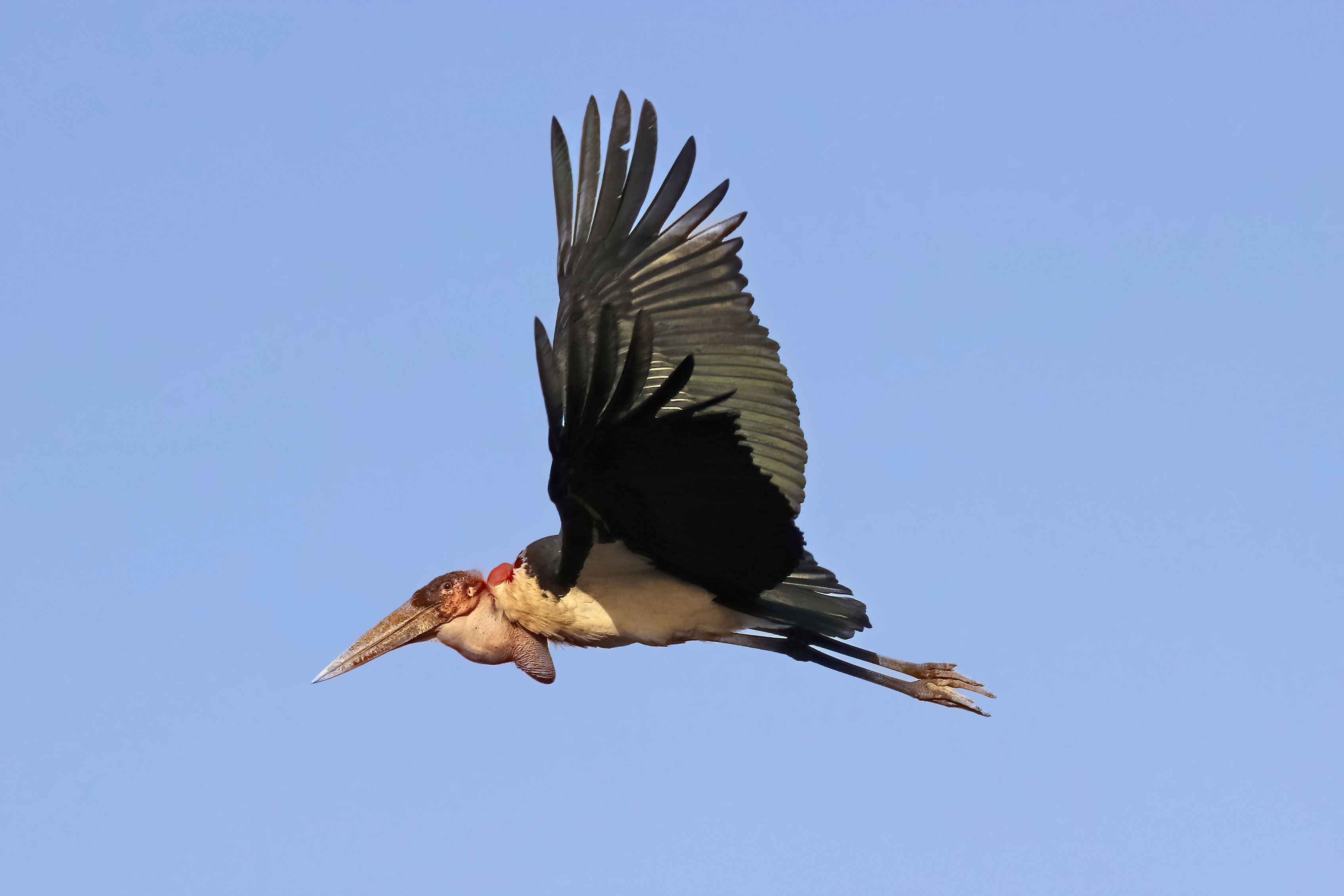
Marabuul african planează la înălțime

Spre deosebire de alte specii ale familiei ciconiidelor (Ciconiidae), berzele marabu din genul Leptoptilos zboară cu gâtul retras parțial între umeri, asemenea stârcilor (Ardeidae), dar ciocul și picioarele sunt ușor înclinate sub orizontală. Kahl a stabilit că rata bătăilor aripilor este de 143/min.
Pe pământ sau de aproape, marabuul african nu poate fi confundat cu nici o altă pasăre din arealul său.
Când planează la înălțime, poate fi distins de vulturi și pelicanii comuni (Pelecanus onocrotalus) prin picioarele lungi trase înapoia corpului, și de abumarkub (Balaeniceps rex), rar întâlnit, prin ciocul mai subțire.

## Vocea
Marabuul este în general o pasăre tăcută în afara locurilor de cocoțat sau de reproducere, cu excepția clămpănitului ciocului, asociat de obicei cu comportamentul amenințător. La cuib sau când stă cocoțat pe o creangă emite diferite strigăte și mormăituri țipătoare, șuierătoare, scâncitoare sau mugitoare.
Atât în comportamentul amenințător cât și în timpul paradei nupțiale clămpănește adesea din cioc zgomotos și surd ca din puț și emite diferite țipete stridente și urlete ascuțite nedeslușite sau un muget "muu" mormăit, de o tonalitate joasă, asemănător cu cel de vacă; aceste țipete sunt destul de asemănătoare cu cele scoase de marabuul asiatic (Leptoptilos dubius) din Asia. Majoritatea sunetelor emise de marabu sunt imposibil de silabisit în orice limbă cunoscută.
Puii scot strigăte de cerșire a hranei, care se schimbă odată cu vârsta.

## Habitatul

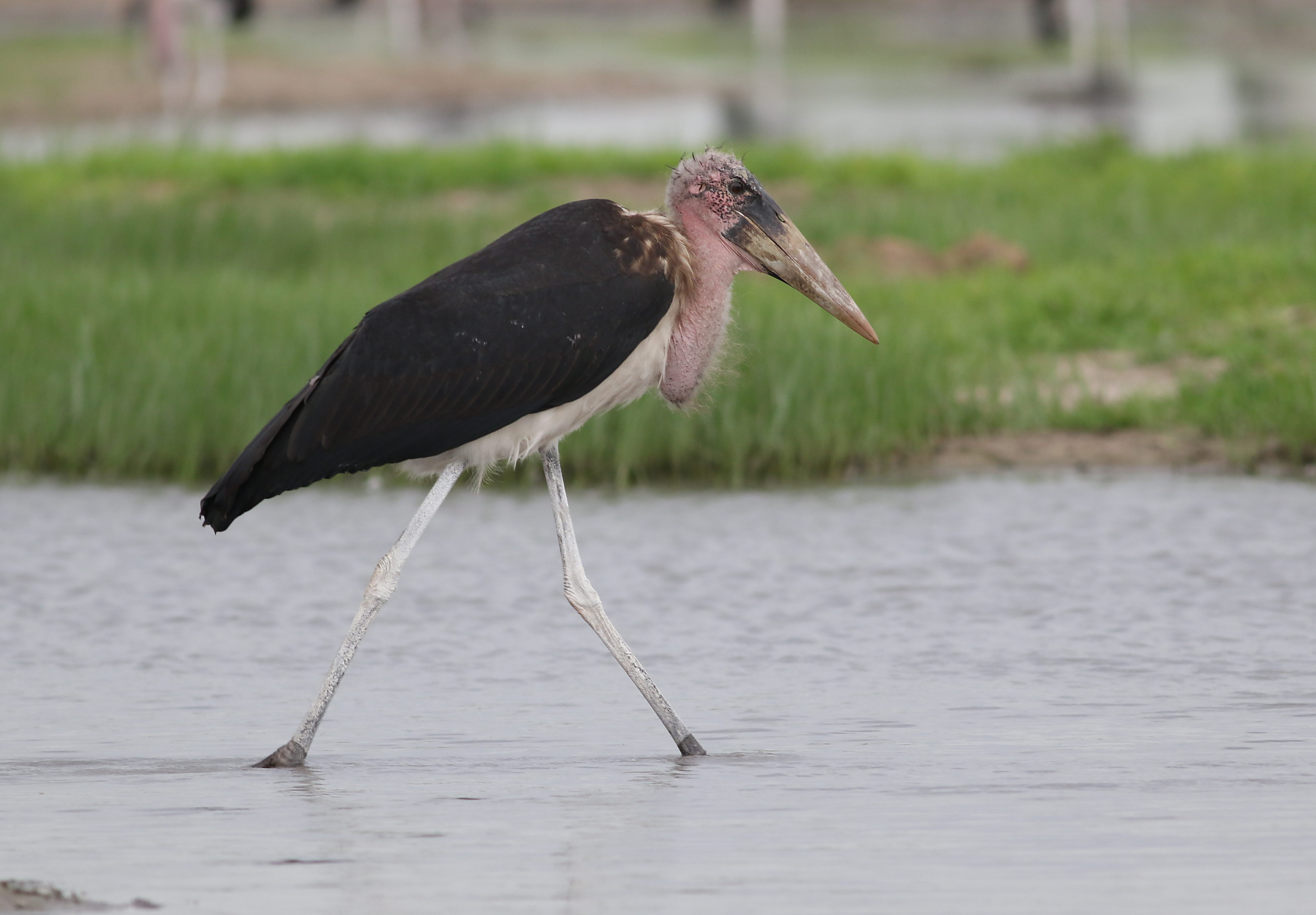
Marabuul vizitează adesea bălțile care seacă în care găsește mult pește.

Marabuul african este întâlnit în principal în regiuni deschise, mai ales în savana aridă fără sau cu puțini copaci, adesea în vecinătatea lacurilor mari sau a râurilor. Se pare că preferă zonele aride sau semi–aride, dar mai adesea cele din apropierea habitatelor acvatice la care pot ajunge în zbor. De asemenea, vizitează zonele umede naturale (pășuni, mlaștini, malurile râurilor și lacurilor), în special în timpul sezonului de cuibărit, preferând bălțile care seacă și în care se adună mult pește.
Este rareori întâlnit în deșerturi. Nu este întâlnit în regiunile cu păduri dese din Africa, cu excepția cazurilor în care pădurile sunt străbătute de râuri mari.
În estul și centrul Africii este o pasăre comună, uneori numeroasă, în jurul așezărilor omenești, a grămezilor de gunoi, abatoarelor și satelor pescărești, unde sunt disponibile resturi de mâncare. Însă cei din sudul Africii vizitează zonele mai puțin populate, precum delta Okavango din Botswana.
Adesea se alătură vulturilor și altor păsări și mamifere necrofage (mai ales în estul și sudul Africii), care se hrănesc cu rămășițele animalelor ucise, abandonate de prădătorii mari.

## Comportamentul

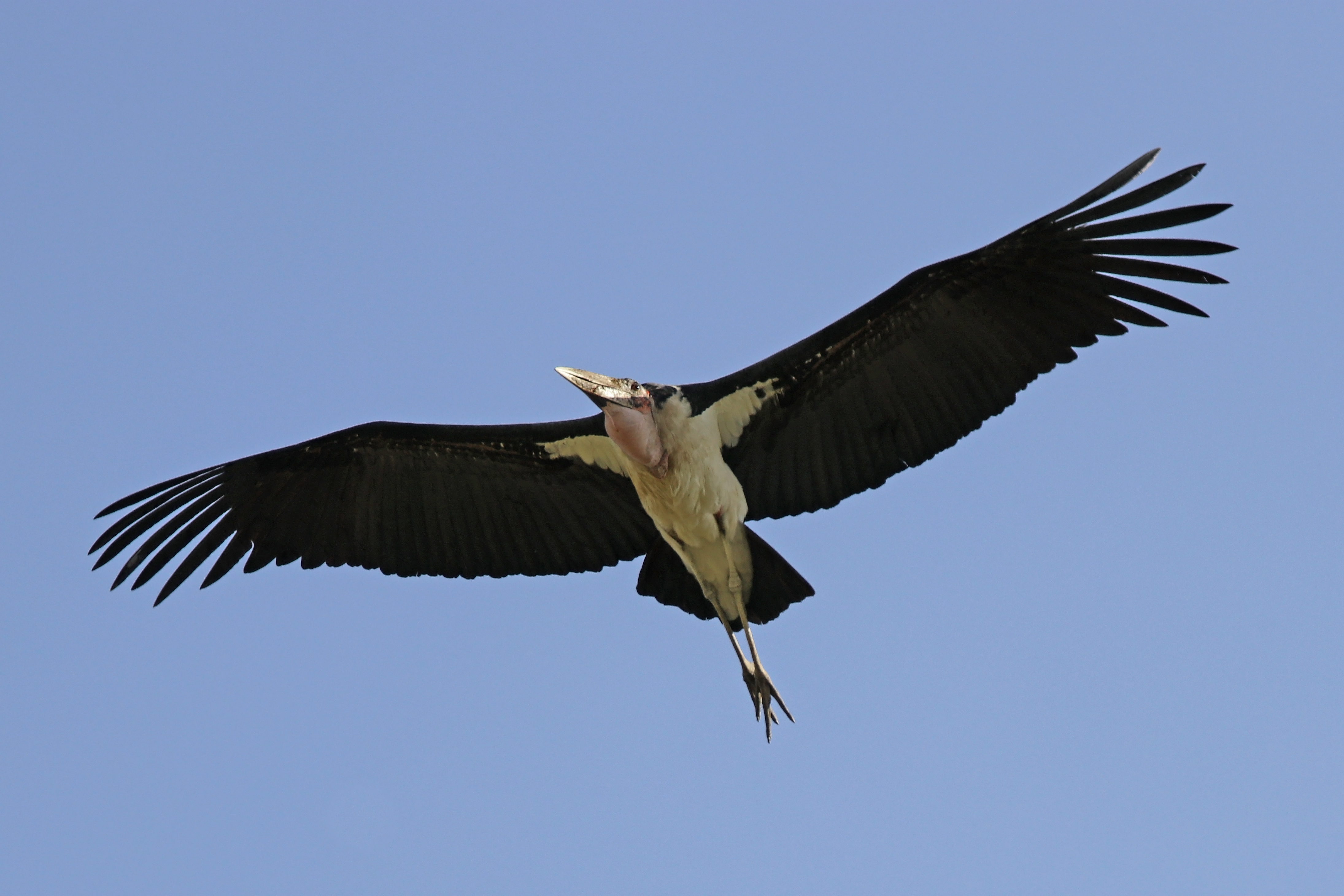
Marabuul african planează folosind curenții termali ascendenți

Marabuul decolează cu greutate, dar zboară destul de bine cu bătăi ritmice și zgomotoase din aripi odată ce se află în aer. Când construiesc cuibul sau se confruntă cu alte marabuuri din colonie, aripile lor fac zgomote puternice „lătrătoare”, mai ales în timpul aterizării și decolării păsării.

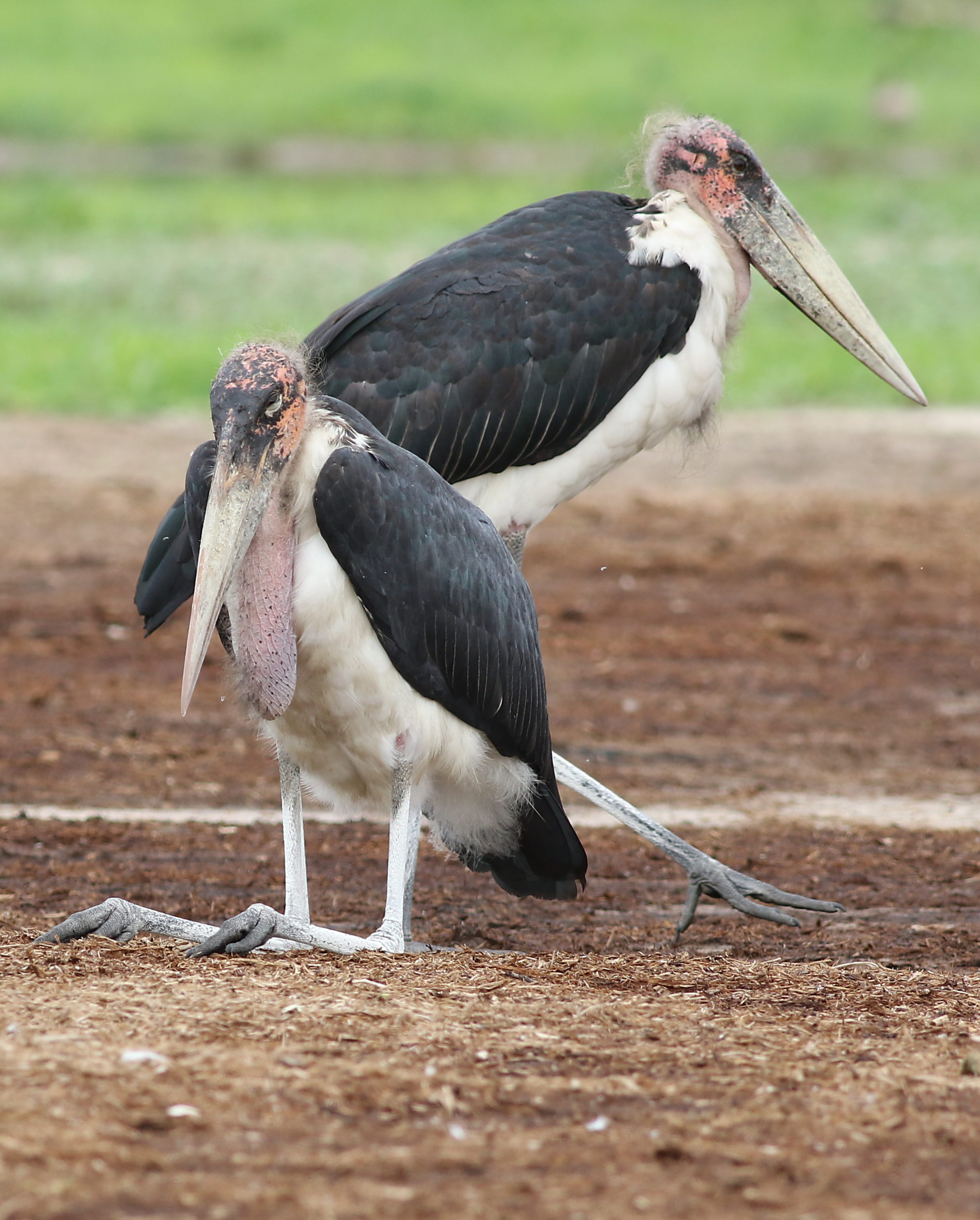
Marabuul poate fi adesea văzut odihnindu-se îngenuncheat pe tarse

Grupurile de marabu planează cu aripile fixate în curenții termali ascendenți, uneori urcând la altitudini atât de mari încât sunt aproape invizibile de la sol. Un grup de marabu a fost observat, dintr-o aeronavă ușoară, planând la 3000–4000 m deasupra Ugandei, cu sacii gulari complet umflați. Colin Pennycuick (1972) a dat o descriere interesantă a zborului planat al marabuului, observat dintr-un motoplanor deasupra câmpiei Serengeti din Tanzania.

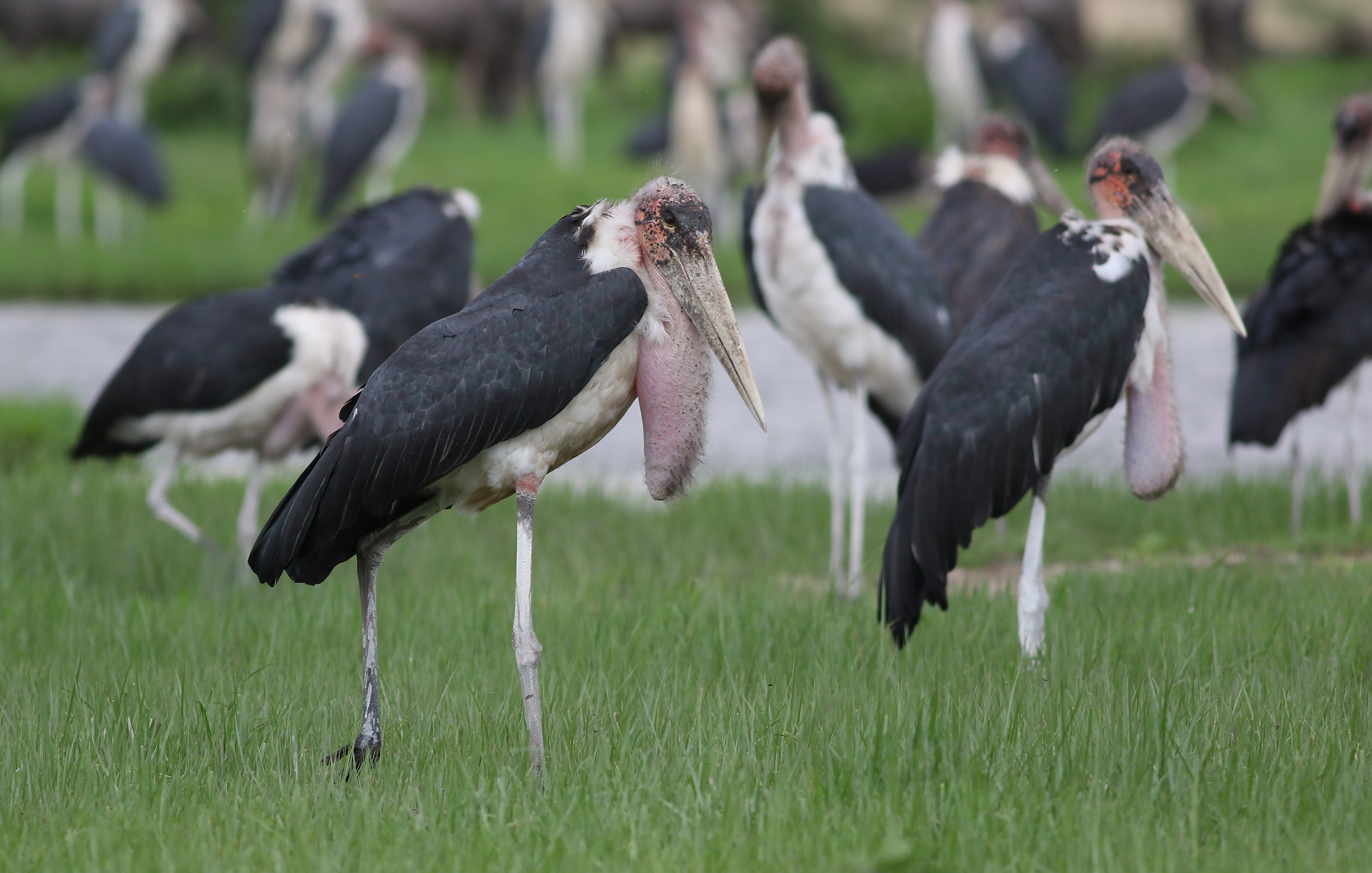
Sacul gular gonflabil este folosit ca un semnal de dominanță în afișările din colonie și pentru termoreglare.

Adesea toate marabuurile dintr-o zonă se adună târziu după–amiază în locurile de cocoțare comune tradiționale, care pot fi folosite mai mulți ani atunci când nu sunt deranjate. În următoare dimineață, adesea rămân pe locul de cocoțat câteva ore după răsăritul soarelui, până când se formează curenții termali ascendenți de aer în care pot plana fără efort spre locurile de hrană îndepărtate. Într-un loc de cocoțare, în apropiere de Nairobi (Kenya), departe de coloniile cunoscute de reproducere, erau adunați până la 1000 de indivizi.
Marabuul stă mult timp pe tarsuri și adesea se încălzește la soare, așezat sau stând în picioare, cu aripile complet desfăcute.  Desfacerea aripilor la soare este un tip de comportament foarte molipsitor și multe păsări dintr-un cârd pot face așa ceva simultan.
Sacul gular (punga gulară) gonflabil este folosit în primul rând ca un semnal de dominanță în afișările din colonie. Însă, acesta și alți saci aerieni subcutanați pot servi și altor funcții fiziologice secundare, cum ar fi termoreglarea.
În Sudan, prigoria stacojie (Merops nubicus) urmărește insectele stând din când în când pe spatele marabuului, pe care îl  folosește ca un  „mijloc de transport viu”.

## Hrana

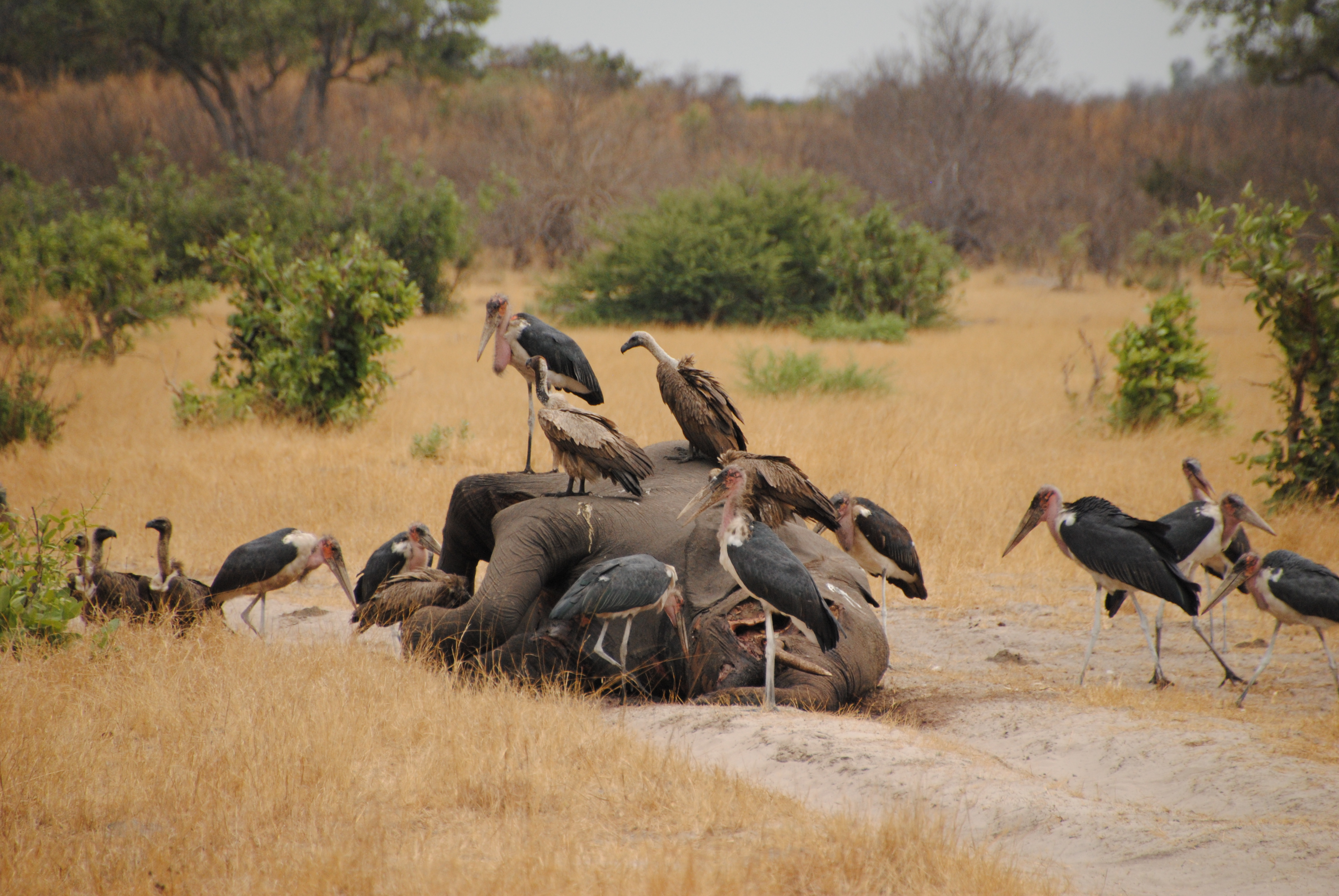
Berzele marabu și vulturii pleșuvi (Gyps) adunați la un elefant mort în Parcul național Chobe din Botswana

Marabuul african are preferințe alimentare deosebite, neîntâlnite la alte ciconiide. Marabuul este o specie polifagă care se hrănește cu diverse animale în mod oportun. Hrana include adesea hoituri, precum și resturi de pește și alte resturi de mâncare aruncate de oameni, pe care adesea le caută prin gunoaie și lângă abatoare. Consumă și diferite alte vertebrate și nevertebrate, inclusiv pești, termite, lăcuste, broaște, șopârle, șobolani, șoareci, șerpi și păsări. Marabuul african a prosperat în Africa datorită modului oportun de hrănire, spre deosebire de cele două specii de marabu din Asia.
Hrana marabuului constă din aproape tot ce este organic. După Brown și colab. (1982), el mâncă aproape orice hrană de origine animală, de la termite până la un elefant mort. Peste 200 de marabuuri s-au adunat la cadavrul unui elefant în Parcul Național Kruger din Africa de Sud.

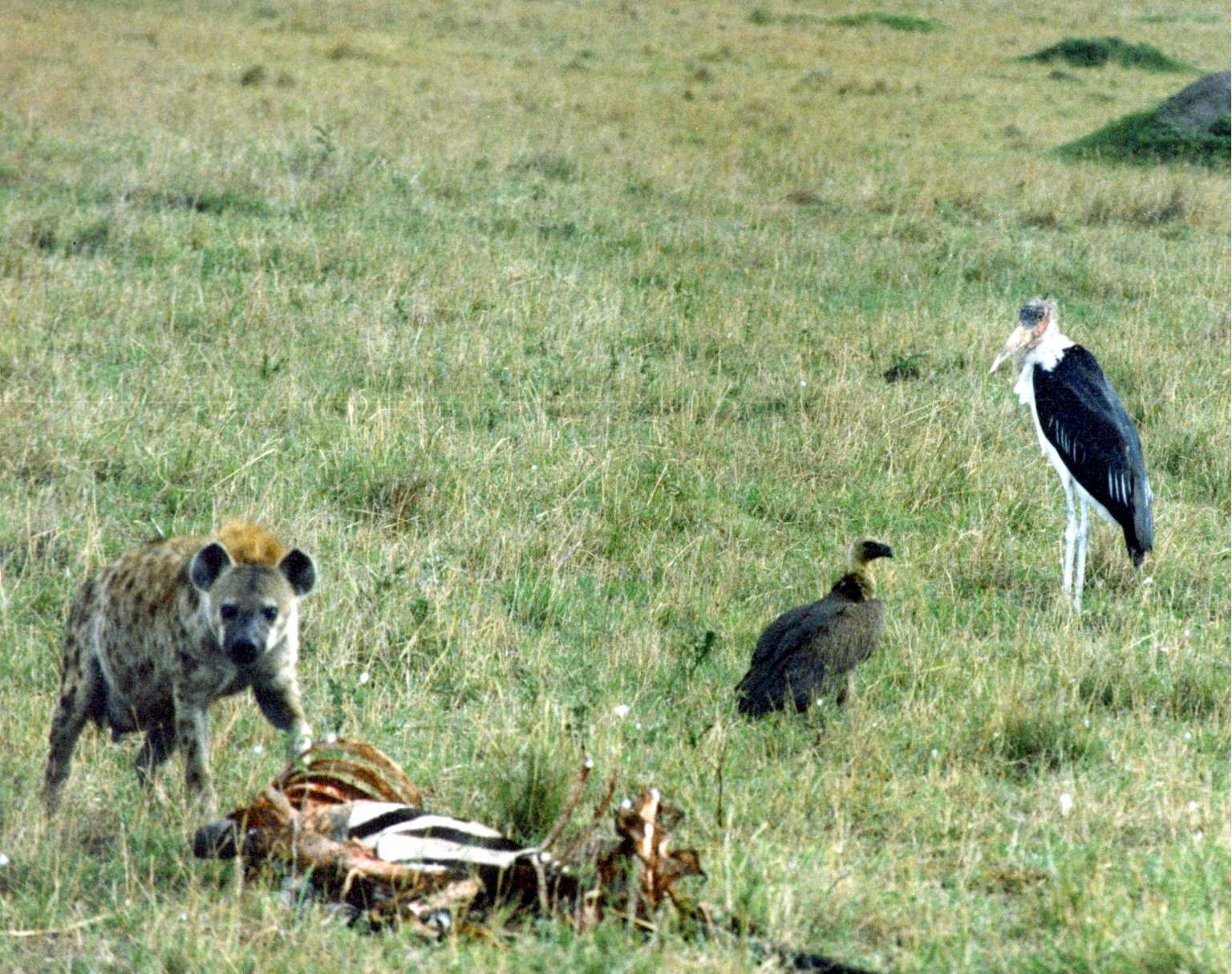
Marabu și vulturul pleșuv (Gyps) dau târcoale unei hiene care mănâncă un hoit

Marabuul se hrănește predominant cu hoituri, dobândindu-și o mare parte din hrană din animale moarte și din deșeurile umane. Cadavrele sunt o componentă esențială a hranei marabuului, în special în afara sezonului de cuibărit. Marabuul concurează aproape pe picior de egalitate cu hienele, câinii sălbatici, șacalii și mai multe specii de vulturi la cadavrele erbivorelor mari din câmpiile africane. În ciuda ciocului său uriaș, marabuul poate domina rar la un cadavru. Comportamentul alimentar al marabuului în astfel de situații este în mod surprinzător destul de timid. Unii indivizi se pot alătură vulturilor care se hrănesc cu cadavre de mamifere mari ucise de prădători. Ei fură obișnuit resturile de mâncare de la vulturi sau înșfacă bucățile abandonate de aceștia. Ciocul marabuului nu este foarte eficient pentru tăierea cărnii, iar dezmembrarea cărnii este realizată în mod normal destul de simplu prin tragere. Când se hrănește cu hoituri împreună cu vulturii, marabuul este de obicei o pasăre destul de fricoasă. El stă în preajma grupului de vulturi mult mai numeroși și din când în când se strecoară printre ei cu mișcări dansatoare și fură bucățele de carne de la aceste păsări necrofage mai mici, dar mai agresive. În astfel de situații, marabuul joacă mai mult rolul de „pirat”, deoarece are ciocul neadecvat pentru dezmembrarea cadavrelor, permițând vulturilor cu ciocul lor mai puternic în formă de cârlig să smulgă bucăți de carne dintr-un cadavru pe care apoi încearcă să le fure. În schimb acvilă de savană (Aquila rapax) fură de multe ori hrana de la marabu.

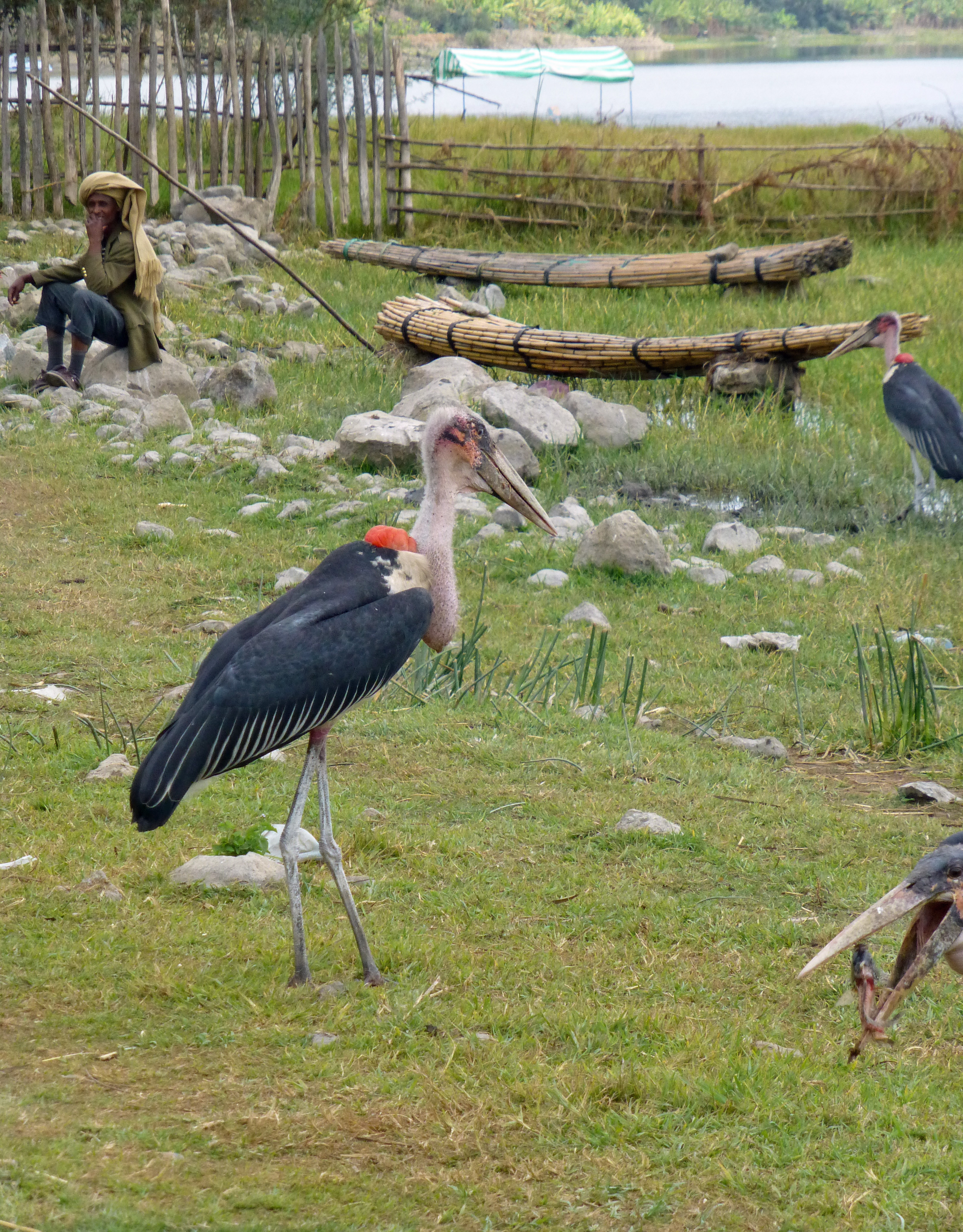
Marabuul este adesea întâlnit în preajma pescarilor, mâncând resturile de pește aruncate

Hoiturile animalelor sălbatice, cum ar fi rămășițele animalelor ucise de lei, au fost înlocuită în mare parte în mai multe locuri de către rămășițele alimentare din gunoaie, resturile de pește din satele pescărești și resturile de la abatoare pe care le găsește în jurul așezărilor omenești. Și astăzi în multe zone urbane, produsele vegetale constituie o mare parte din hrana marabuului. În locurile de colectare a gunoaielor și în satele pescărești, marabuul își pierde orice frică de oameni și poate fi văzut la un metru de muncitorii care lucrează acolo, așteptând cu răbdare să i se arunce resturi de mâncare. Marabuul african este adesea întâlnit în preajma pescarilor, în speranța că va culege resturile de pește; el adesea vizitează și locurile pentru gunoaie, mai ales când sunt aruncate aici măruntaie.

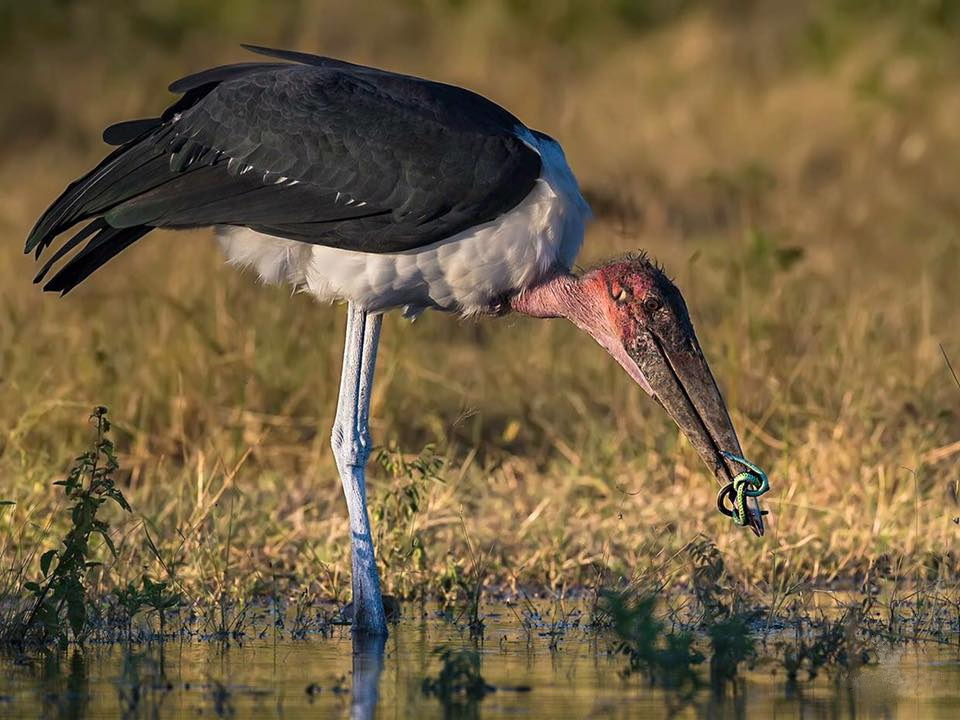
Marabu a prins un șarpe

Mai ales în timpul sezonului de cuibărit, dar uneori și în afara acestuia, marabuul se hrănește cu pradă vie. În acest sezon consumă diferite vertebrate și nevertebrate vii, inclusiv pești, termite, lăcuste, omizi de buhe (Noctuidae), crustacee, broaște, șopârle, șobolani, șoareci, șerpi și păsări.  Vertebratele întregi (în principal peștii, broaștele și rozătoarele) sunt preferate de adulți în sezonul de cuibărit când puii lor din cuib cresc mai rapid, probabil datorită necesităților crescute de calciu ale puilor. Puii crescuți artificial nu supraviețuiesc dacă nu sunt hrăniți cu vertebrate întregi.
Atunci când termitele se roiesc, marabuul stă adesea lângă mușuroaiele lor și consumă cantități mari ale acestor insecte durdulii când ele ies pentru a se împerechea în zbor. Marabuurile apar pe neașteptate în număr mare când năpădesc lăcustele sau omizile buhelor (Noctuidae) și în timpul incendiilor vegetații, unde consumă insectele și vertebratele mici speriate sau rănite de flăcări. Aici se hrănesc adesea împreună cu berzele albe migratoare (Ciconia ciconia) și berzele lui Abdim (Ciconia abdimii). La un marabu prins în timp ce se hrănea cu un roi de lăcuste de deșert (Schistocerca gregaria) au fost găsite 993 lăcuste în tractul său digestiv. Se alătură câteodată turmelor de mamifere mari erbivore, prinzând insectele pe care mamiferele le stârnesc prin mișcările lor.

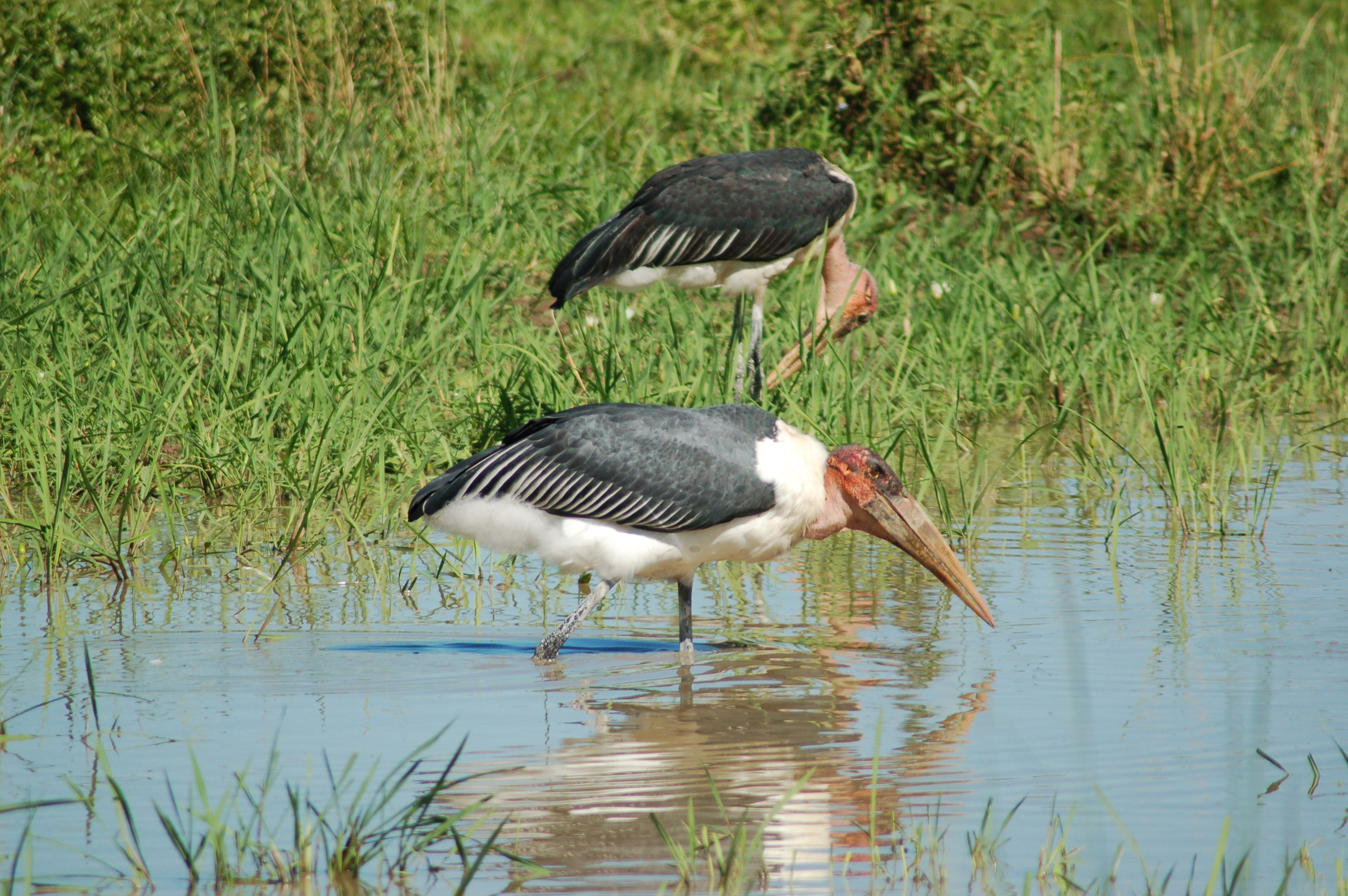
Marabu la pescuit

Prada acvatică, printre care și peștii, o prinde adesea pe pipăite, care este o tehnică de tactolocalizație (adică prin simțul tactil) caracteristică tantalului american (Mycteria americana). Marabuul își scufundă vertical ciocul parțial deschis în apa puțin adâncă și îl mișcă încet, pe măsură ce pasărea merge înainte prin apă. Atunci când prada vine în contact cu ciocul, acesta se închide rapid și prada este înghițită imediat cu o mișcare înapoi a capului. Cu alte ocazii, când vizibilitatea este bună, o astfel de pradă este localizată vizual și înhățată cu vârful ciocului,  la fel ca stârcii (Ardeidae), uneori marabuul se plimbă prin ape puțin adânci, scufundându-și în mod repetat ciocul în apă, așa cum face și jabiruul (Ephippiorhynchus). Marabuul african preferă să pescuiască în bălțile care se usucă unde peștii sunt abundenți, iar reproducerea este de obicei sincronizată cu această perioadă, când această hrană foarte nutritivă este disponibilă pentru puii care cresc rapid. 
Marabuul mănâncă cu plăcere ouăle și puii crocodililor, mai ales când aceștia ies din găoacile lor.
Uneori și păsările cad pradă marabuului. Realizatorii de filme despre viața sălbatică Simon Trevor și Des Bartlett au fotografiat marabuul când acesta prindea și mânca puii țesătorului cu cioc roșu (Quelea quelea) în Parcul Național Tsavo din Kenya și porumbei adulți în Parcul Național Etosha din Namibia. Mai mulți autori au observat că prinde și păsări mai mari, cum ar fi flamingii adulți și puii lor în estul Africii, puii cormoranilor în Africa de Sud și puii pelicanului comun (Pelecanus onocrotalus) în Nigeria. Acolo unde flamingii s-au stabilit în colonii mari, marabuul african adesea mănâncă ouăle și puii lor și chiar flamingii adulți. Când întregul cârd de flamingi este zburătăcit, marabuul african de obicei alege o pasăre pe care o lovește pe la spate, o trage în jos în apă și o îneacă. Aceasta este apoi sfâșiată și mâncată de unul sau mai mulți marabuuri în trei sau patru minute. Colonii întregi de flamingi compuse din 4500 de perechi au părăsit locurile de cuibărit din cauza prezenței și conflictului cu câteva marabuuri.

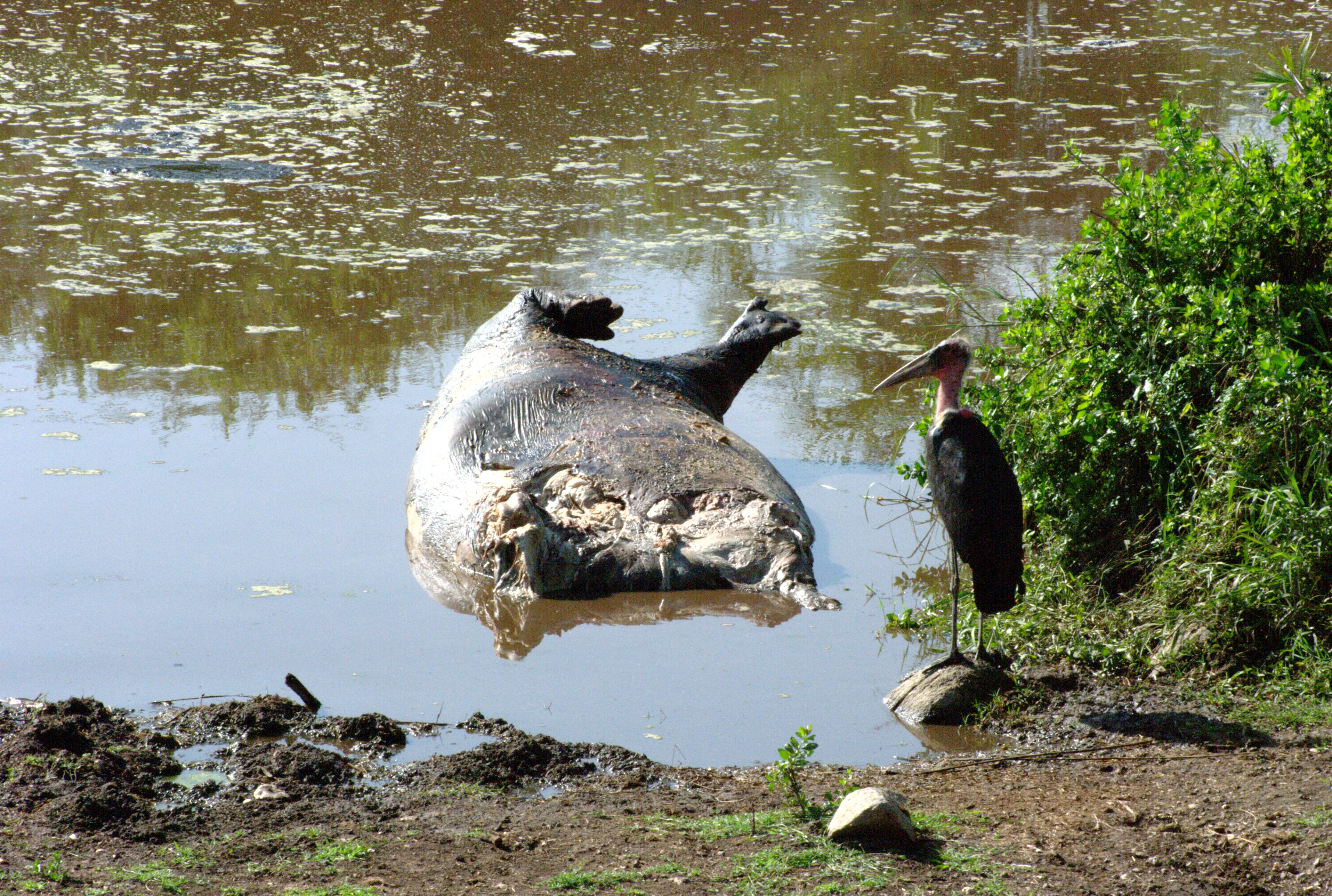
Marabuul african lângă hoitul unui hipopotam

Având ciocul masiv și gâtlejul elastic, marabuul poate să înghită bucăți de carne întregi cu o greutate de până la 600 g. sau chiar până la 1 kg. F.J. Jackson (1938) a observat un marabu care se străduia să înghită o trahee întreagă a unui bivol african (Syncerus caffer) ajunsă doar la jumătatea drumului său din gât. Un muncitor de la un abator din Kitale (Kenya), a văzut că un marabu a furat și a înghițit un cuțit de măcelărie însângerat care a fost lăsat deoparte pentru câteva clipe; câteva zile mai târziu cuțitul curat, fără nici o pată de sânge și fără rămășițe de carne, a fost găsit în apropiere în iarbă, unde a fost regurgitat ca indigestibil de marabu, iar acesta se plimba nevătămat în jur ca de obicei. Se estimează că un marabu adult, cu o greutate de 5–8 kg, necesită aproximativ 0,7–1,0 kg de alimente pe zi pentru a supraviețui.
Marabuurile se hrănesc adesea împreună, adunându-se în grupuri. În aceste grupuri de marabu, indivizii dominanți umblă de obicei cu pas maiestuos și punga gulară (sacul gular) complet umflată, iar păsările subordonate se dau la o parte.

## Reproducerea

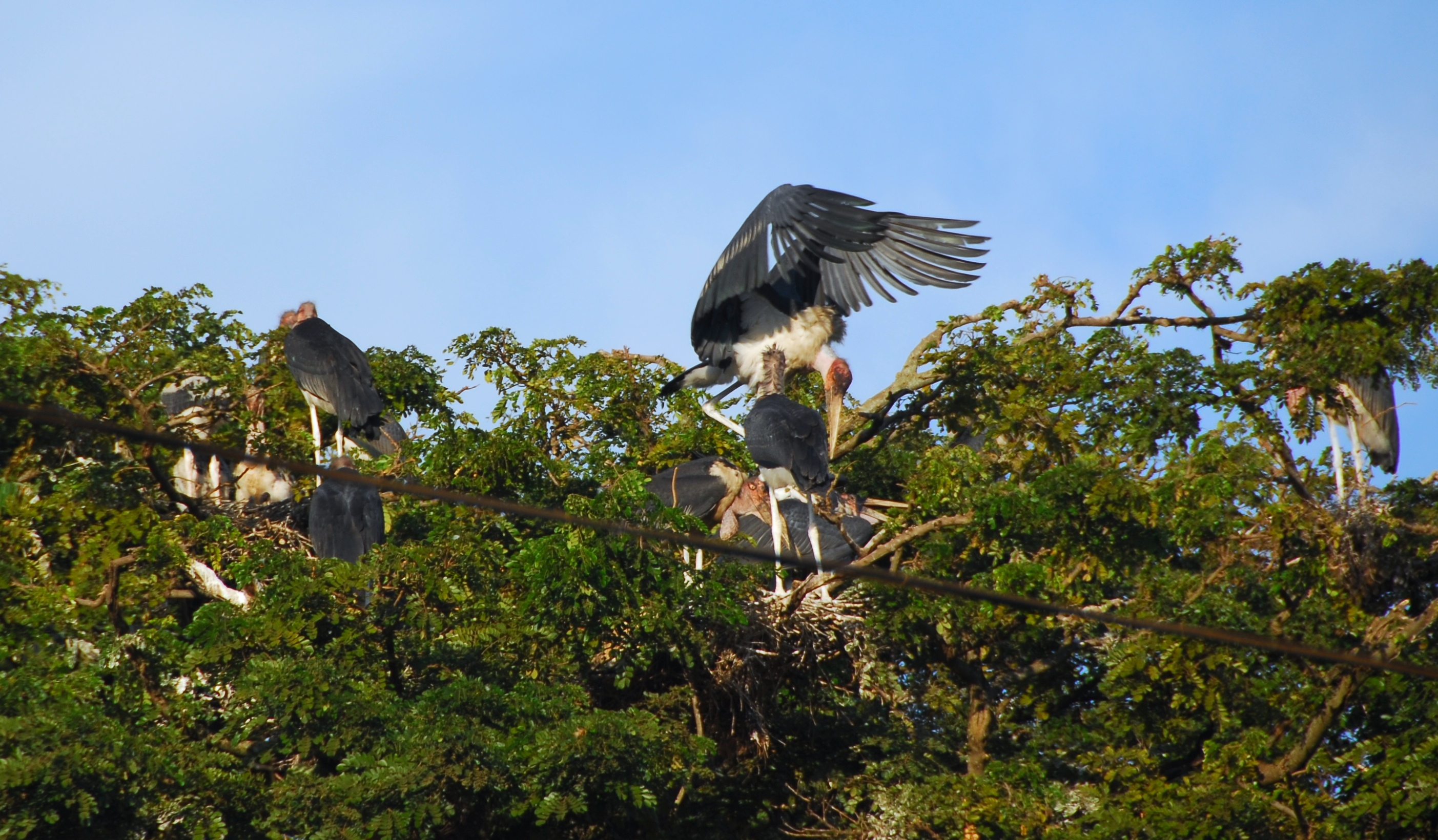
Marabuul african cuibărește în copaci

Marabuul african cuibărește în colonii, care adesea ocupă o suprafață destul de mare, coloniile sunt formate de la câteva perechi până la câteva sute de perechi, cel mai frecvent 20–60 de perechi. Aceștia cuibăresc adesea alături de pelicanii cu spate roz (Pelecanus rufescens) sau mai rar cu alte păsări de apă. Locurile de cuibărit sunt adesea folosite tradițional mai mulți ani, cu excepția perturbării lor.
Cerințele obișnuite pentru un loc de cuibărit adecvat sunt locurile îndepărtate de perturbații, plus o proximitate acceptabilă (<50–60 km) a surselor de hrană bună (în mod ideal, atât hoituri, cât și animale vertebrate vii) pentru pui. Cele mai mari colonii din estul Africii se află în apropierea mlaștinilor întinse.

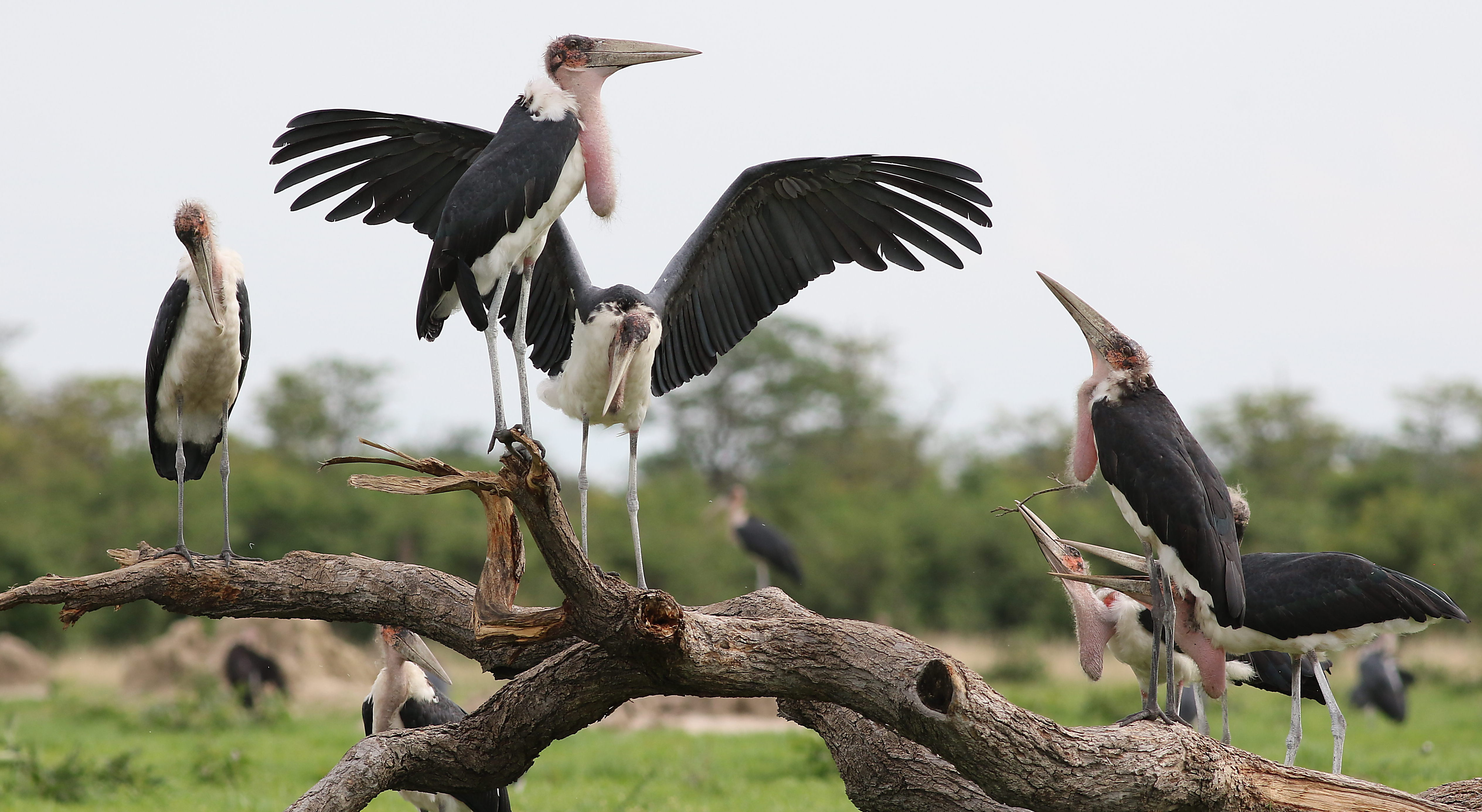
O colonie de marabu în Parcul național Chobe, Botswana

Cuiburile sunt amplasate de obicei la o înălțime de 3–40 m în copaci; uneori își fac cuiburile pe marginile stâncilor, ca în nord–estul Ugandei, sudul Sudanului și sudul Tanzaniei. Cuiburile din copaci sunt adesea amplasate în euforbie (Euphorbia dawei), iroko (Chlorophora excelsa), baobab (Adansonia digitata) sau acacia. Acești copaci se află uneori în mijlocul satelor, în special în vestul Africii sau în orașe mari, de exemplu în Kampala, capitala Ugandei.
Platforma cuibului este o structură grosolană făcută din bețișoare grosiere, căptușită în interior cu rămurele și frunze verzi. Fundamentele cuiburilor din anii precedenți sunt adesea folosite din nou, dar de obicei necesită o renovare considerabilă, datorită stricăciunilor cauzate de intemperii și furtul bețelor de către vecini. O platformă finisată are un diametru de aproximativ 1 m și o grosime de 20–30 cm. Din când în când sunt adăugate bețișoare la structura cuibului pe tot parcursul sezonului de cuibărit, până când puii părăsesc cuibul.
Deoarece puii din cuib cresc foarte lent, sezonul de cuibărit durează mult, aproximativ 165 de zile de la depunerea ouălor până când puii părăsesc cuibul.  În nordul și sudul tropicilor, reproducerea începe de obicei în sezonul uscat și puii părăsesc cuibul în timpul următorului sezon umed. În zona ecuatorială, unde există două cicluri umede / uscate pe an, sezonalitatea este mai puțin clar conturată, și reproducerea nu poate fi finalizată în sezonul uscat scurt, iar puii părăsesc cuibul în următorul sezon uscat.

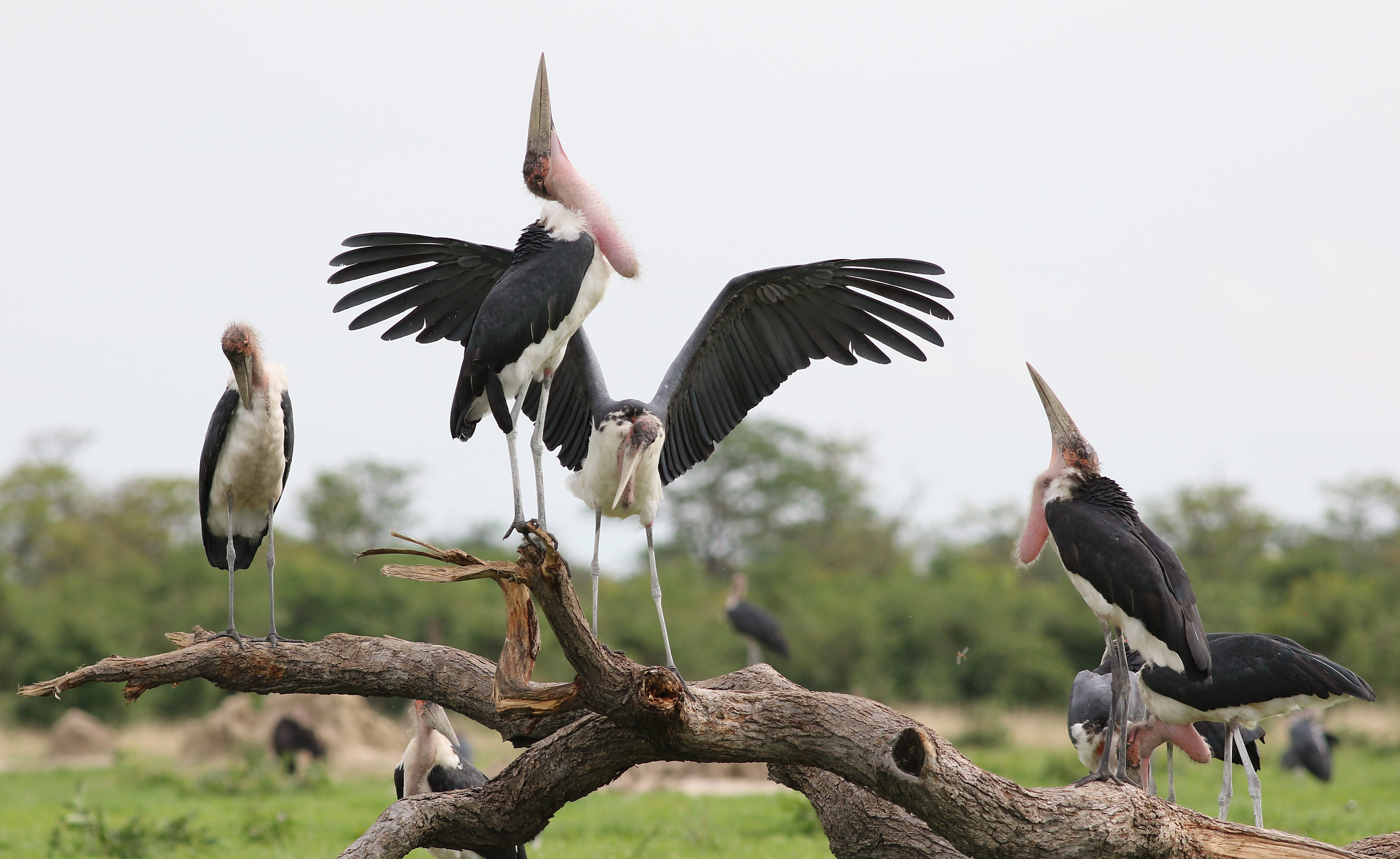
O colonie de marabu în Parcul național Chobe, Botswana. În centrul un mascul cu sacul gulari complet umflat abordat de o femelă într-o postură de balanțare (de plecăciune).

Formarea perechilor și paradă nupțială a marabuului african au fost descrise în detaliu de Kahl (1966). Masculii se stabilesc în locurile de cuibărit și așteaptă să fie abordați de femelele care îi curtează. Sacii lor gulari mari sunt de obicei complet umflați în acest timp, denotând un nivel ridicat de ostilitate și dominanță la masculi. Toți intrușii sunt tratați cu ostilitate la început; unii masculi de obicei îi contraatacă, în timp ce femelele reacționează pasiv și cu o ținută de supunere, cum ar fi postura de balanțare (postură de plecăciune). În postură de balanțare femela are aripile deschise complet, într-un plan aproximativ de 45° față de orizontală; axa corpului este aproape orizontală, coada ușor ridicată, tectricele subcodale sunt răsfirate în evantai, penele de pe partea superioară a spatelui sunt ridicate; capul este aplecat  cu ciocul îndreptat în jos; sacul dorsal de pe gât și pielea roșie de pe partea superioară a tibiei sunt uneori expuse. În cele din urmă o femelă persistentă este acceptată de mascul.
După împerechere femela își umflă și ea sacul gular, iar ambii parteneri îl țin complet umflat mult timp, cel puțin până la depunerea ouălor. Acesta se pare că este un semnal al „sentimentului de dominanță” la locul cuibului, care avertizează berzele marabu din vecinătate. Atunci când perechea s-a stabilit în locul pentru cuib, masculul lasă periodic femela singură pe cuib, timp în care acesta colectează bețișoare pentru cuib. Când partenerul se întoarce la cuib el se salută reciproc cu celălalt membru al cuplului printr-o mișcare a capului în sus și în jos. Urmează copulații frecvente, intercalate cu activități de construire a cuibului și parade nupțiale efectuate de ambii parteneri.
În fazele incipiente ale construcției cuibului, masculul colectează majoritatea materialului de construcție și îl aduce femelei din cuib, care clădește cea mai mare parte a cuibului. Mai târziu, în timpul sezonul de cuibărit, majoritatea bețelor sunt aduse de femelă. Bețișoarele sunt aduse în continuare în cuib de ambii părinți până când puii părăsesc cuibul.

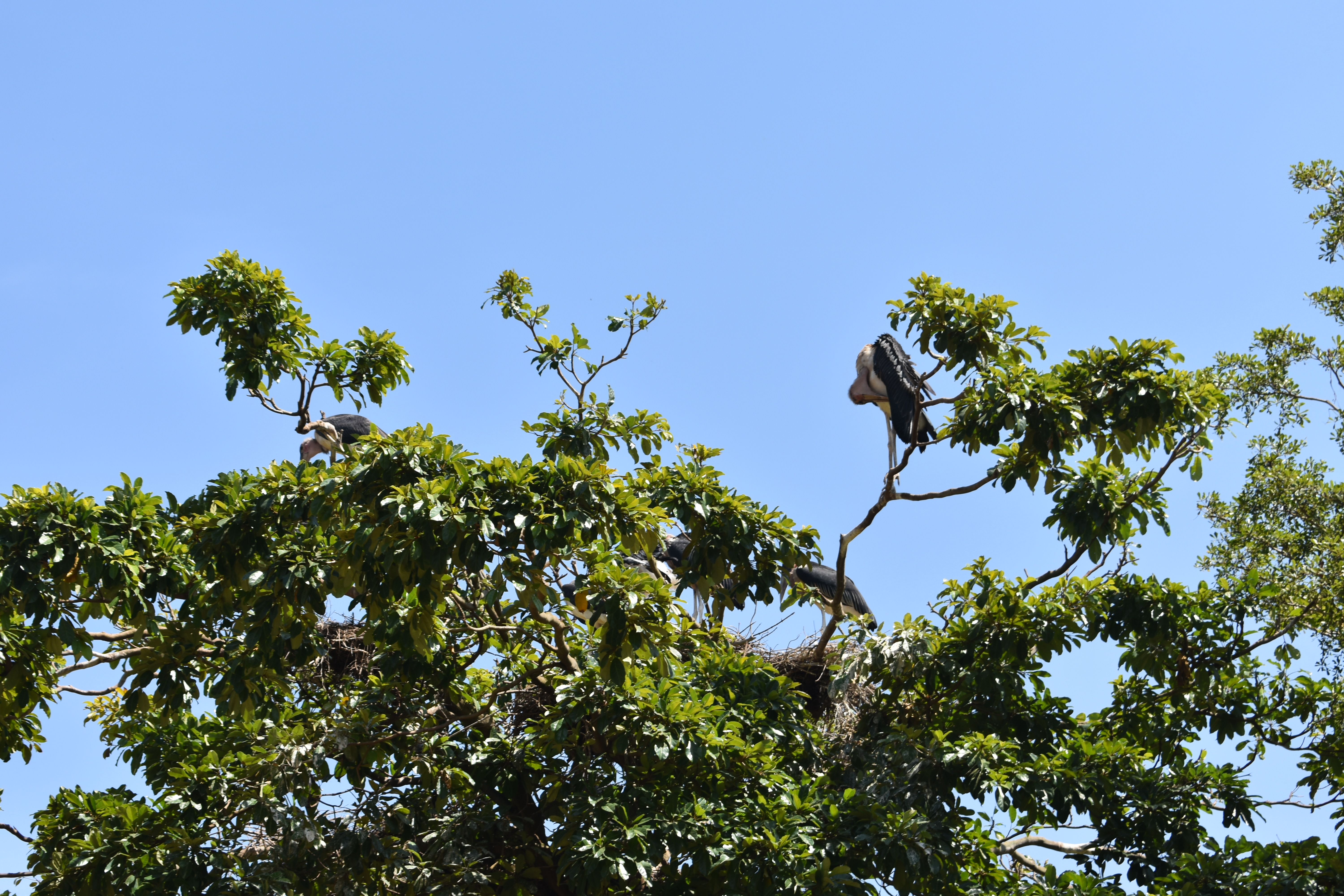
O colonie de marabu care cuibărește în copaci

Numărul ouălor depuse este de 1–4, rareori 5, de obicei 2–3. În 108 ponte depuse au fost  găsite în medie câte 2,4 ouă în fiecare. Ouăle sunt depuse la intervale de 1–3 zile. Coaja ouălor este alb–cretacee când sunt proaspăt depuse, dar în curând devin pătate. Dimensiunea ouălor este de 84,5 x 62 mm, ele au o greutate de 138–145 g.
Ambele sexe participă la incubația ouălor, hrănirea și păzirea puilor. Clocitul începe când este depus primul ou sau imediat după aceasta. Ambele sexe clocesc aproximativ 84% din perioada luminoasă a zilei: masculul 48%, femela 36% din acest timp. Noaptea masculul clocește mai mult decât femela. Durata incubației este de 29–31 zile (în medie 30,3 zile). Puii eclozează de obicei la intervale de 2–3 zile; extremele observate sunt de 1–7 zile.
Puii sunt acoperiți și încălziți pe rând de părinți o mare parte din timp în primele 10 zile. Ulterior, ei sunt acoperiți mai puțin, cu excepția perioadelor ploioase sau reci. Puii din cuib sunt umbriți de un părinte care stă în picioare, cu aripile desfăcute sau nedesfăcute, atunci când soarele arde și este prea cald. Puii nu sunt aproape niciodată lăsați singuri în cuib până la vârsta de 25–30 de zile. Chiar și după aceasta un părinte este prezent cea mai mare parte din timp la cuib sau în apropierea lui. Puii mai mari din cuib  sunt uneori lăsați singuri în timp ce ambii părinți caută hrana. Ei sunt de obicei capabili să apere cuibul de alți marabu intruși care uneori încearcă să intre în el.
Puii cer insistent hrană îngenunchind (lăsându-se pe tarsuri), cu aripile parțial desfăcute, coada ridicată și mișcări a capului în sus și în jos într-o postura de cerșit. Strigătul de cerșire a hranei al puilor recent eclozați este un piuit strident. Acest strigăt devine treptat mai grav, pe măsură ce puii cresc, transformându-se într-un sunet neplăcut nazal răgușit.
Ambii părinți hrănesc puii regurgitând hrana pe fundul cuibului. În 386 de înregistrări s-a constatat că masculul hrănește puii mai des (55%) decât femela (45%). Puii sunt hrăniți mai intens între orele 10 și 15, acest interval coincide cu temperatura zilnică mai prielnică care permite părinților să zboare spre locurile îndepărtate de procurare a hranei.
Consumul de hrană a puilor captivi se mărește de la <100 g/zi în primele 1–10 zile de la eclozare până la 500–600 g/zi la o vârsta a lor mai mare de 60 zile. Puii din cuib sunt hrăniți în mare parte cu vertebrate întregi, inclusiv pești, probabil datorită necesităților lor ridicate în calciu în timpul creșterii rapide. În 421 înregistrări a hranei aduse puilor într-o colonie de marabu din Kitale (Kenya), 29% a constat din vertebrate întregi.
Puilor mai mari li se dă și apă, care este regurgitată de către părinți în gura lor. Această aprovizionare cu apă, pe lângă conținutul umed al hranei, ajută puii să-și regleze temperatura corpului printr-o respirație accelerată (gâfâit) și excreția urinei pe picioare, fără a se deshidrata.   Udarea picioarelor este similară cu obiceiul termoregulator al adulților de a excreta urina diluată pe pielea goală a picioarelor pentru răcirea lor prin evaporare. Fără o aprovizionare suplimentară cu apă asigurat de către părinți, acest comportament de udare poate duce la deshidratarea puilor.
Puii pot sta în picioare și fâlfâi din aripi la vârsta de 17 zile, planează deasupra cuibului la 65 de zile, și efectuează zboruri scurte în limitele cuibului din copac la 95 de zile. Primul zbor dintr-un copac a fost înregistrat la vârsta de 98 de zile, dar obișnuit puii zboară pentru prima dată la vârsta de 110–115 de zile. Creșterea puilor este foarte lentă și ei rămân dependenți de părinți până la vârsta de 130 de zile sau mai mult. Această creștere prelungită este probabil o adaptare pentru a reduce necesarul de hrană zilnică a puilor la un nivel acceptabil la care părinții pot face față.
Marabuul probabil atinge maturitatea sexuală la vârsta de 6 sau 7 ani.   Unii marabu adulți nu se reproduc în fiecare an și printre cei care se reproduc, succesul reproductiv este destul de scăzut. În funcție de condiții, 52–95% din ouă eclozează. În cuiburile în care 3 ouă eclozează, ultimul pui eclozat foarte rar supraviețuiește, deși ocazional o face. Doar din 36% din ouă depuse în colonia de marabu de la Kitale (Kenya) au crescut pui capabili să zboare.  Aproximativ 0,9 pui pe cuib au devenit zburători și au părăsit cuibul în coloniile de marabu din Uganda. În perioada 1984–1989, populația de marabu s-a mărit în orașul Kampala (Uganda), iar succesul reproductiv a crescut la 1,18–1,75 pui/cuib.
Pomeroy (1978) a constatat că succesul reproductiv a fost mai mare în coloniile de dimensiuni medii, formate din 40–60 de cuiburi.  Motivele acestui fenomen nu sunt cunoscute. Este posibil ca coloniile de dimensiuni medii să aibă o proporție mai mare de adulți experimentați și, prin urmare, au o rată de succes mai mare. Potrivit calculelor lui Pomeroy (1978), numai dintr-un ou din trei ies pui capabili să zboare, mai puțin de un sfert dintre aceștia supraviețuiesc și se alătură populației cuibăritoare. Prin urmare, orice adult în plus în populația cuibăritoare necesita 12 ouă depuse.
Structura de vârstă a populației din Uganda (bazată pe penajul al 4566 de păsări) este puternic dominată de adulți: 13% juvenili, 15% subadulți de 3–4 ani și 71% adulți cu vârste mai mari de 4 ani. Rata anuală estimată a mortalității adulților este de 8%.
Cele mai  în vârstă păsări probabil au peste 25 de ani; indivizii în captivitate au ajuns la peste 41 de ani.

## Deplasările sezoniere
Majoritatea populațiilor marabuului african sunt sedentare în Africa tropicală, mai ales în regiunile urbanizate, dar unele populații hoinăresc.
Marabuul efectuează migrații scurte, intratropicale în funcție de precipitații. Hoinărește neregulat spre zonele cu hrană abundentă temporar. Populațiile mai nordice și mai sudice se deplasează în general către ecuator după reproducere. Unele populații, probabil necuibăritoare, se deplasează spre sud, în savana umedă în timpul sezonului uscat din vestul Africii. Adesea părăsește locurile de cuibărit în sezonul ploios, dar se întoarce în sezonul uscat următor.  În Uganda, populațiile migratoare se pare că se deplasează în principal în direcția nord-sud.   Specia hoinărește rar la sud de arealul de reproducere.
Juvenilii inelați cu inele colorate din cea mai sudică colonie din Swaziland a acestei specii, au fost văzuți în primul an de viață a lor la o distanță de până la 1500 km, câțiva ajungând în Namibia, Botswana și sud–vestul Africii de Sud.
Apariții accidentale au fost înregistrate în timpul vagabondajului în Israel, Maroc și Spania. Există cel puțin cinci înregistrări în Maroc, dintre care două cu cel puțin patru indivizi. Există observații recente a acestei specii în libertate în Spania, Portugalia și Franța: toate înregistrările din Franța și unele din Iberia au fost atribuite evadărilor din grădinile zoologice, dar există dovezi clare că cel puțin unii indivizi sălbatici au ajuns în Iberia și specia este admisă în categoria A în Spania.

## Statutul și conservarea

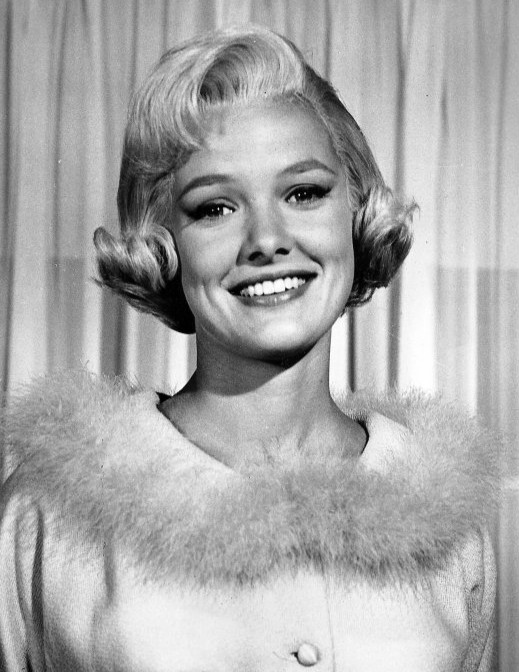
Costum cu guler din pene "marabu", purtat de Beverley Owen în 1964

Specia nu este amenințată cu dispariția la nivel global (LC – Least Concern după criteriile IUCN.
Este frecventă, comună sau abundentă (numeroasă) în cea mai mare parte a arealului său și este considerată în ansamblu în creștere, datorită capacității sale de a exploata cantitățile din ce în ce mai mari de gunoi aruncate de oameni. De exemplu, populația de marabu din orașul Kampala (capitala Ugandei) a crescut de la 100 de perechi la începutul anilor 1970 până la aproape 1000 de perechi la mijlocul anilor 2000.
Populația globală în 2006 a fost estimată a fi între 200.000 și 500.000 de păsări. Estimările populațiilor de marabu la mijlocul anilor 1980 au fost: Uganda cu circa 5000 de păsări, din care 2000 în Parcul Național Rwenzori; Kenya 1000–2000, din care 797 de păsări numărate la lacul Nakuru în ianuarie 1991. Cel mai mare număr găsit în vestul Africii înainte de anul 1992 a fost de 600 de păsări în bazinul Ciadului; 280 de păsări în bazinul Nigerului și 402 de păsări numărate în Camerun în ianuarie 1991. Cea mai sudică colonie, din Swaziland, a fost distrusă în anii 1960 pentru a face loc unei plantații de trestie de zahăr, dar specia a reapărut în țară, stabilindu-se într-o nouă colonie de 30–40 de perechi în Parcul Național Hlane.

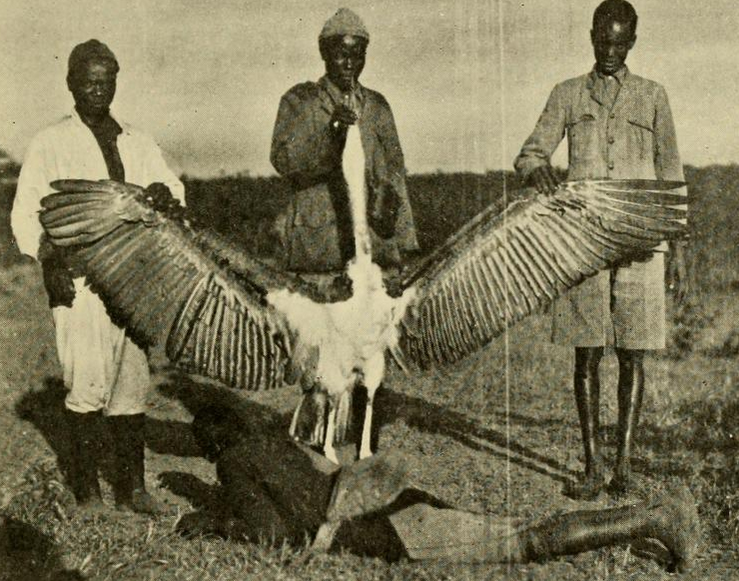
Un marabu gigant capturat în Africa

Puțini cuibăresc în Zimbabwe sau în Africa de Sud, dar din când în când se întâlnesc în număr mare în unele locuri de aici: de exemplu câteva sute au fost atrase de măruntaiele dintr-o fermă de crocodili din Zimbabwe în martie 2000, peste 2000 erau în Shinwedzi din Parcul Național Kruger din Africa de Sud, în aprilie 1999 și peste 1000 au fost văzuți de-a lungul drumului trans–Kalaharian lângă Lobatse (Botswana) în martie 2000.
Aspectul său urât și obiceiurile sale l-au făcut probabil mai puțin atractiv pentru vânători. Totuși această specie este vânată și comercializată pe piețele de preparate medicinale tradiționale din Nigeria. În plus, este uneori protejat atât de superstițiile locale, cât și de conștientizare rolului săi util în înlăturarea hoiturilor și a gunoaielor, contribuind astfel la combaterea bolilor; în anii 1990 un plan de a otrăvi păsările din Kampala (Uganda) a fost anulat în urma obiecțiilor din partea localnicilor. În trecut marabuul african a fost mult vânat pentru renumitele sale pene „marabu”, căutate în industria îmbrăcămintei.
Marabu este uneori ținut ca animal de companie în satele africane și cu timpul devine destul de îmblânzit. Totuși, ciocul său masiv este o armă de temut și s-a raportat că a ucis un copil care încerca să-l prindă.
A fost inclus în lista III a CITES în Ghana. Un număr mare este ținut în captivitate în grădinile zoologice, dar păsările captive s-au reprodus doar rareori.